# Normandiai partraszállás
A normandiai partraszállás a második világháború egyik legfontosabb hadművelete volt 1944. június 6-án, amelynek révén a szövetséges csapatok hídfőállásokat foglaltak el a Német Birodalom által megszállt Franciaország normandiai partszakaszán, Caen közelében.
Az új nyugati front megnyitását először 1941. július 19-én, alig egy hónappal a Barbarossa hadművelet megindítása után kérte Sztálin Winston Churchilltől, hogy a britek így tehermentesítsék a szovjet erőket. Erre a briteknek nem volt módjuk. Az Egyesült Államok hadba lépése után a helyzet megváltozott, és minden fontosabb többhatalmi egyeztetésen – a washingtoni konferenciákon, Casablancában és Teheránban – előkerült a partraszállás ügye. Az angolszász szövetségesek több lehetséges helyszínt latolgattak, végül amerikai nyomásra Észak-Franciaország mellett döntöttek, mert Eisenhowerék úgy vélték, csak ott lehet elég nagy csapást mérni a németekre.
Az aprólékos tervezés során a szövetségesek arra az álláspontra jutottak, hogy nem a leginkább kézenfekvő területen, Calais környékén, hanem Normandiában lépnek partra. Normandia kevésbé volt megerősítve, mint Calais térsége, habár Erwin Rommel érkezése után felgyorsult a védelmi rendszer, az Atlanti fal építése. Adolf Hitler hosszú ideig nem hitt abban, hogy a szövetségesek megkísérlik az akciót, ezért nem fordított elég figyelmet a partok védelmére, és a sok fronton zajló háború miatt kevés katonája állomásozott nyugaton. Az elterelő hadműveletek miatt a németek nem jutottak pontos információkhoz, így meglepetésként érte őket a június 6-ai invázió.
A szövetségesek éjfél után nem sokkal három légi szállítású hadosztályt dobtak le a tervezett partraszállási övezet két szárnyán, hogy megakadályozzák a németek ellentámadását. Az ejtőernyősök elfoglalták a kijelölt magaslatokat, hidakat, töltéseket és ütegeket. Az angolok és amerikaiak sok helyen harcba bocsátkoztak a németekkel, akik megzavarodtak az egymásnak ellentmondó, sokszor pontatlan információktól, és nem rendeltek el általános riadót. Hajnali öt óra körül a több mint hatezer hajóból álló flotta felsorakozott Normandia előtt, majd a hajóágyúk lőni kezdték a parti védműveket, a brit, kanadai és amerikai katonák pedig elindultak a partraszállító járművekkel az öt partszakasz – kódnevükön Utah, Omaha, Gold, Juno, Sword – felé.
A hadihajók tüze után a szövetséges légierő hatalmas támadást intézett a partokon kiépített védelmi állások és más, mélyebben fekvő célpontok ellen. Június 6-án a szövetséges gépek 14 600 bevetést teljesítettek, amire a németek mindössze százzal tudtak válaszolni. A rossz látási körülmények miatt azonban a gépek sok célpontot nem találtak el, az Omaha-parthoz rendelt 329 bombázó például öt kilométerre a célpontoktól dobta le 13 ezer bombáját. A légi előkészítés után öt gyalogoshadosztály szállt partra Franciaországban. A németek ellenállása különböző erősségű volt, a leghevesebb csata az Omaha-szakaszon bontakozott ki.
A németek hosszú ideig úgy gondolták, hogy a normandiai akció nem a valódi partraszállás, hanem egy elterelő támadás, ezért késve, nehézkesen lendültek mozgásba. A Führer átaludta az invázió első óráit Berchtesgadenben, ugyanis utasításának megfelelően nem ébresztették fel.
1944. június 6-án a szövetséges erők megvetették a lábukat Normandiában, és 156 115 szövetséges katona lépett francia földre az öt elfoglalt partszakaszon. Az angolszászok az invázió első hat napján 326 ezer embert, 54 ezer járművet, 104 ezer tonnányi hadianyagot tettek partra a hídfőben. Az utánpótlást napi kétszáz hajó szállította Franciaországba. A június 6-ai harcokban mintegy tízezer szövetséges katona esett el, sebesült meg vagy tűnt el. Több mint hatvan százalékuk amerikai volt. A pontos német adat nem ismert, a becslések szerint a veszteség 4-9 ezer főre rúgott.

## Előzmények

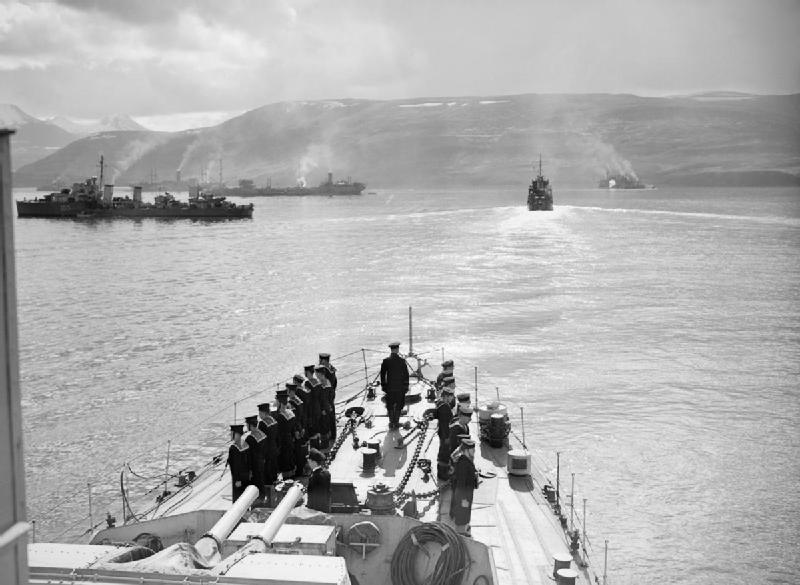
A PQ–17-es konvoj gyülekező hajói

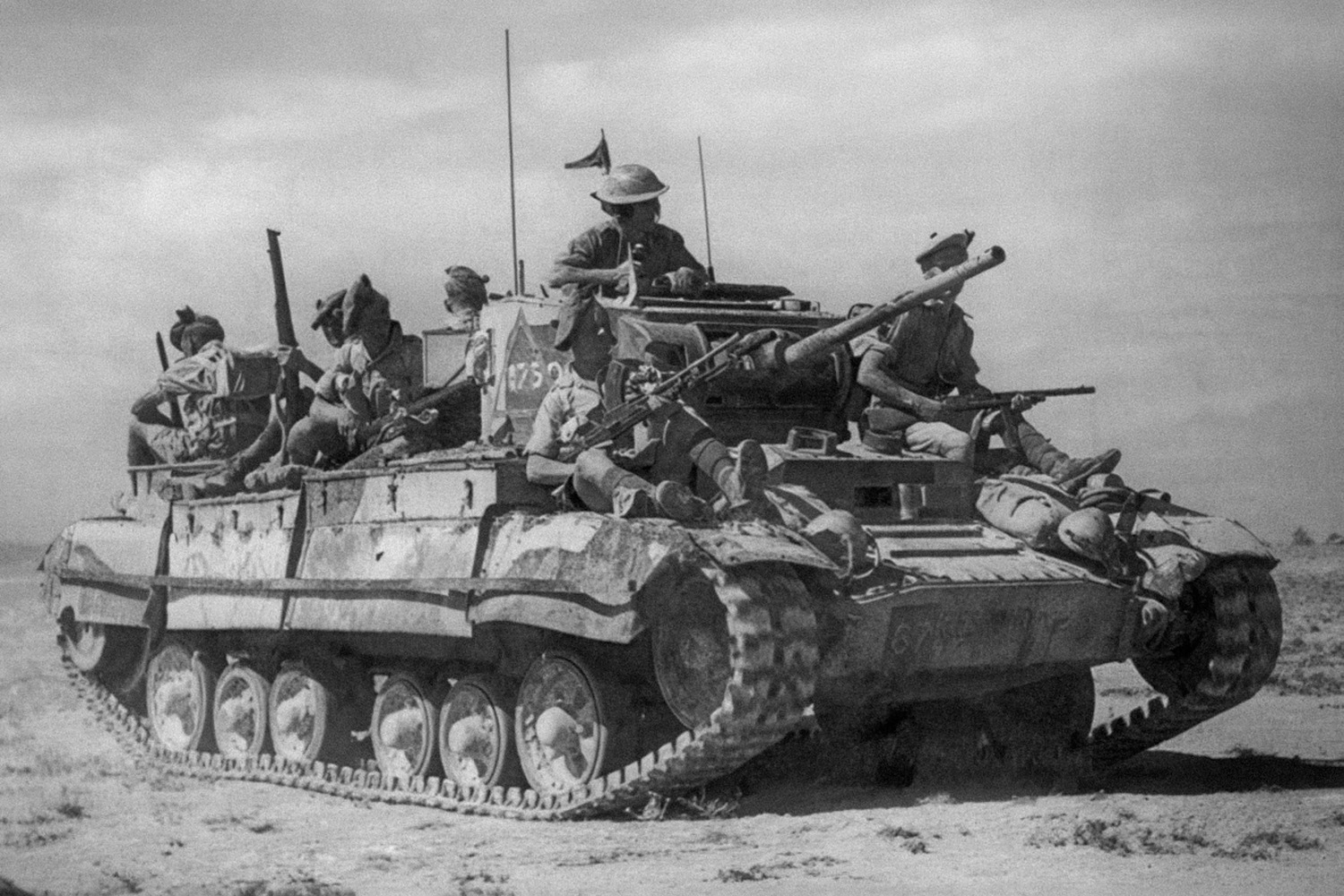
Brit gyalogosokat szállító harcjármű Észak-Afrikában

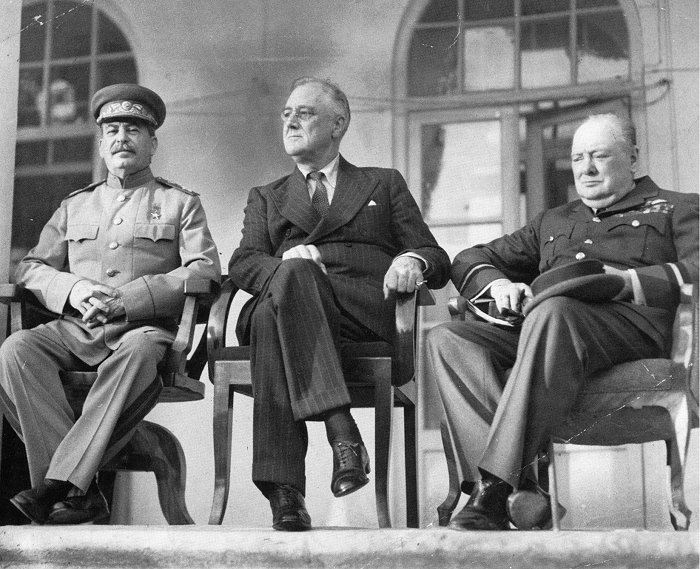
A teheráni konferencia: Sztálin (b), Roosevelt, Churchill

A második front megnyitását először 1941. július 19-én, alig egy hónappal a Barbarossa hadművelet megindítása után követelte Sztálin Winston Churchilltől. Sztálin azt akarta elérni, hogy Nagy-Britannia küldjön csapatokat a kontinensre, és így tehermentesítse a szovjet erőket. Erre a briteknek nem volt módjuk, bevethető alakulataik Észak-Afrikában harcoltak az olaszokkal és a Német Afrika-hadtesttel, az Atlanti-óceánon pedig javában zajlott a tengeralattjáró-háború.
London és Washington, amely még nem állt háborúban és nem is volt szándékában belépni, úgy döntött, hogy más módon, a rendelkezésükre álló erőforrások egy részének átcsoportosításával próbálja meg segíteni a Szovjetuniót, mert annak talpon maradása létfontosságú érdekük volt. Megindították a sarki tengereken a konvojokat, amelyek sok tízezer tonna hadi felszerelést és más, a gazdaságban nélkülözhetetlen anyagot vittek a szovjeteknek. A hét kereskedelmi hajóból és az őket kísérő hadihajókból álló első karaván, a Dervis konvoj augusztus 31-én érkezett meg Arhangelszkbe.
1941 nyarán, Placentia-öbölbeli találkozóján Churchill és Franklin D. Roosevelt amerikai elnök megegyezett abban, hogy ha az amerikaiak a japán fenyegetés hatására mégis belépnek a háborúba, akkor elsődleges céljuk a náci birodalom legyőzése lesz. A Pearl Harbor elleni japán támadás után az Egyesült Államok is hadviselő féllé vált. December 23-án, Arcadia fedőnéven, összeült az első washingtoni konferencia, amelyen Harold R. Stark amerikai admirális hivatalosan is bejelentette az Európa az első elvet. „Németország továbbra is az első számú ellenségünk, és veresége a győzelem kulcsa. Ha Németország vereséget szenved, azt Olaszország összeomlása és Japán veresége fogja követni” – mondta. Az egyezség megosztotta az amerikai vezérkart, amelynek jelentős része fontosabbnak tekintette a japánok ellen folyó harcokat.
1942 nyarán Churchill és Sztálin Moszkvában találkozott. A brit miniszterelnök közölte a szovjet pártfőtitkárral, hogy az angolszászok nem tudják megnyitni a franciaországi második frontot 1943 előtt. „Nyomasztó csend állt be. Sztálin végül azt mondta, hogy ha az idén nem vagyunk képesek partra szállni Franciaországban, neki nincs joga követelőzni, kénytelen azonban megmondani, hogy nem ért egyet érveimmel” – írta visszaemlékezéseiben Churchill.
1942-ben a szövetségesek megfordították a háború menetét: Bernard Montgomery novemberben, a második el-alameini csatában megállította a németeket Egyiptomnál, majd a Torch hadműveletben angolszász csapatok szálltak partra Marokkóban és Algériában. A szovjetek Sztálingrádnál bekerítették a német 6. hadsereget, az amerikaiak pedig szinte teljesen megsemmisítették a japán repülőgéphordozó-kapacitást a midwayi csatában.
1943 januárjában a szövetséges vezetők a casablancai konferencián megállapodtak arról, hogy a franciaországi invázió megtervezésére létrehoznak egy haderőnemközi törzset, amelyet brit tiszt fog vezetni. A szervezet Londonban, Frederick E. Morgan altábornagy vezetésével kezdte meg a munkát. Mindazonáltal Churchill még mindig a Földközi-tenger medencéjében szeretett volna döntő hadmozdulatokat indítani, mivel tudta, hogy a franciaországi vállalkozáshoz nem áll rendelkezésre sem elegendő ember, sem elegendő anyag. Ezért az angolszász vezetők harmadik, Trident fedőnevű washingtoni konferenciáján azt javasolta, hogy a küszöbön álló, Szicília elleni Husky hadművelet ne elégedjen meg a sziget elfoglalásával, hanem kövesse az olasz csizma teljes erejű lerohanása, hogy „a német emberek megérezzék a magány hidegét”.
Az amerikaiak azonban kitartottak a franciaországi invázió mellett, mert úgy vélték, hogy a Német Birodalomra csak így lehet valódi csapást mérni. Eisenhower már 1942 elején megfogalmazta ezt a célt, amikor így írt: „El kell kezdenünk verekedni Nyugat-Európában, először a levegőben, de ezt amint csak lehet, szárazföldi támadásnak kell követnie.” Churchill kénytelen volt elfogadni az Overlord (Hűbérúr) hadművelet tervét. Az akció kezdetét 1944. május 1-jére tűzték ki.
1943 novemberében Churchill, Roosevelt és Sztálin a teheráni konferencián véglegesítette a terveket. Megállapodtak arról, hogy egy kisebb léptékű partraszállást (Anvil, végső nevén Dragoon hadművelet) is végrehajtanak Dél-Franciaországban, valamint Sztálin ígéretet tett arra, hogy az Overlorddal párhuzamosan nagy támadást indít keleten, hogy megakadályozza a német csapatok áthelyezését a nyugati frontra.

## Tervezés

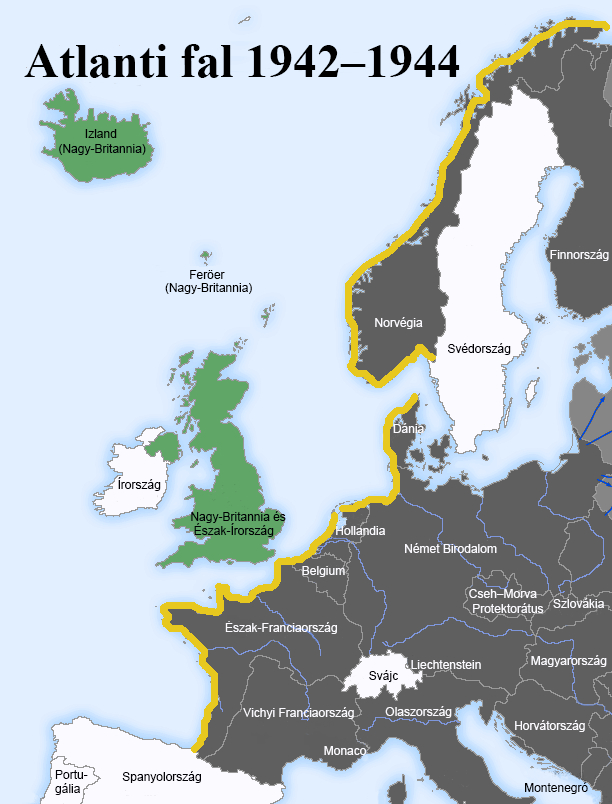
Sárgával az Atlanti fal, feketével a tengelyhatalmak és hódításaik, zölddel a szövetségesek és hódításuk, fehérrel a semleges államok

Nagy-Britannia már 1940-ben, a kombinált hadműveleti törzs felállításával megkezdte egy esetleges franciaországi invázió előkészítését. Az általános elv az volt, hogy a nagyobb vállalkozásokat kisebb kommandós akciókkal készítik elő. A törzs vezetője Sir Roger Keyes flottatengernagy volt, akit 1941 októberében Louis Mountbatten sorhajókapitány, leendő admirális váltott. Az ő helyét később Robert Edward Laycock tábornok vette át. Ez a testület dolgozta ki az 1942-es saint-nazaire-i és a súlyos kudarccal végződő dieppe-i rajtaütést. 1942-ben a szervezet az egyesített parancsnokság nevet kapta, később tagja lett Dwight D. Eisenhower tábornok, a nagy-britanniai amerikai erők parancsnoka is. 1943-ban, Morgan altábornagy vezetésével, megkezdődött az Overlord kidolgozása.
A törzs a partraszállásra alkalmas valamennyi helyszínt megvizsgálta, végül a Doveri-szorosra és Normandiára szűkítette a lehetséges célpontok körét, amelyek még a Spitfire vadászgépek hatósugarán belül voltak. A La Manche Dovernél a legszűkebb, de a német védelem ott volt a legerősebb, így a tervezők választása Normandiára esett. A Le Havre és Cherbourg között elterülő homokos partszakasz nagyjából nyolcvan kilométer hosszú, alakja félholdra emlékeztet. A szövetségesek abban bíztak, hogy a német ellenállás ott kisebb lesz, mert a védők – éppen a terepadottságok miatt – nem számítanak nagyszabású akcióra. Churchill és Roosevelt megállapodtak arról, hogy az Overlord hadműveletet angol tábornok irányítja, de a brit miniszterelnök átadta ezt a jogot az amerikai elnöknek, aki Eisenhowert nevezte ki. 1944. január másodikán Montgomery tábornokot bízták meg a partra szálló haderő vezetésével.
A Morgan vezette törzs három hadosztállyal tervezte az első rohamot Caen és Carentan között, amelyet két másik hadosztály követ. Mivel a partszakaszon egyetlen kikötő sem volt, ezért utasítást adtak szállítható dokkok (fedőneve Mulberry), valamint a tenger alatti olajvezeték (Pluto) megtervezésére. Megkezdődött a hullámtörőként (Gooseberry) elsüllyeszteni tervezett, hétezer folyóméternyi hajó összegyűjtése és a speciális – úszó, árkokat áthidaló, akadályromboló – harckocsik gyártása. Eisenhower és Montgomery kérésére az első hullám létszámát öt hadosztályra emelték, de emiatt kénytelenek voltak júniusra halasztani az akciót. A támadást fedező haditengerészeti erők nyolcvan százalékát a britek, húsz százalékát az amerikaiak tervezték adni.
Nagy-Britanniában megkezdődött a csapatok összevonása és a szükséges hadi és egyéb anyagok felhalmozása. A katonák folyamatosan gyakorlatoztak, elsősorban a Doveri-szoros közelében, hogy a németekkel elhitessék, ott szállnak majd partra. 1944. április 28-án súlyos katasztrófa történt, amikor a Tiger gyakorlatban részt vevő hajókat német felszíni egységek megtámadták, és 700 katonát megöltek. A szövetséges légi felderítés folyamatos volt, és éjszakánként gyakran szálltak partra kisebb egységek Franciaországban, hogy a védelmi rendszereket, terepviszonyokat tanulmányozzák, teszteljék. Az időpont kijelölése is komoly gondot okozott, mert holdhónaponként csak három olyan nap volt, amikor a fényviszony és az árapály megfelelt. Júniusban ez az 5–7. közötti időszakra esett. A tervezők 5-ét választották, hogy legyen lehetőség az esetleges halasztásra rossz idő esetén.

### Konkrét tervek

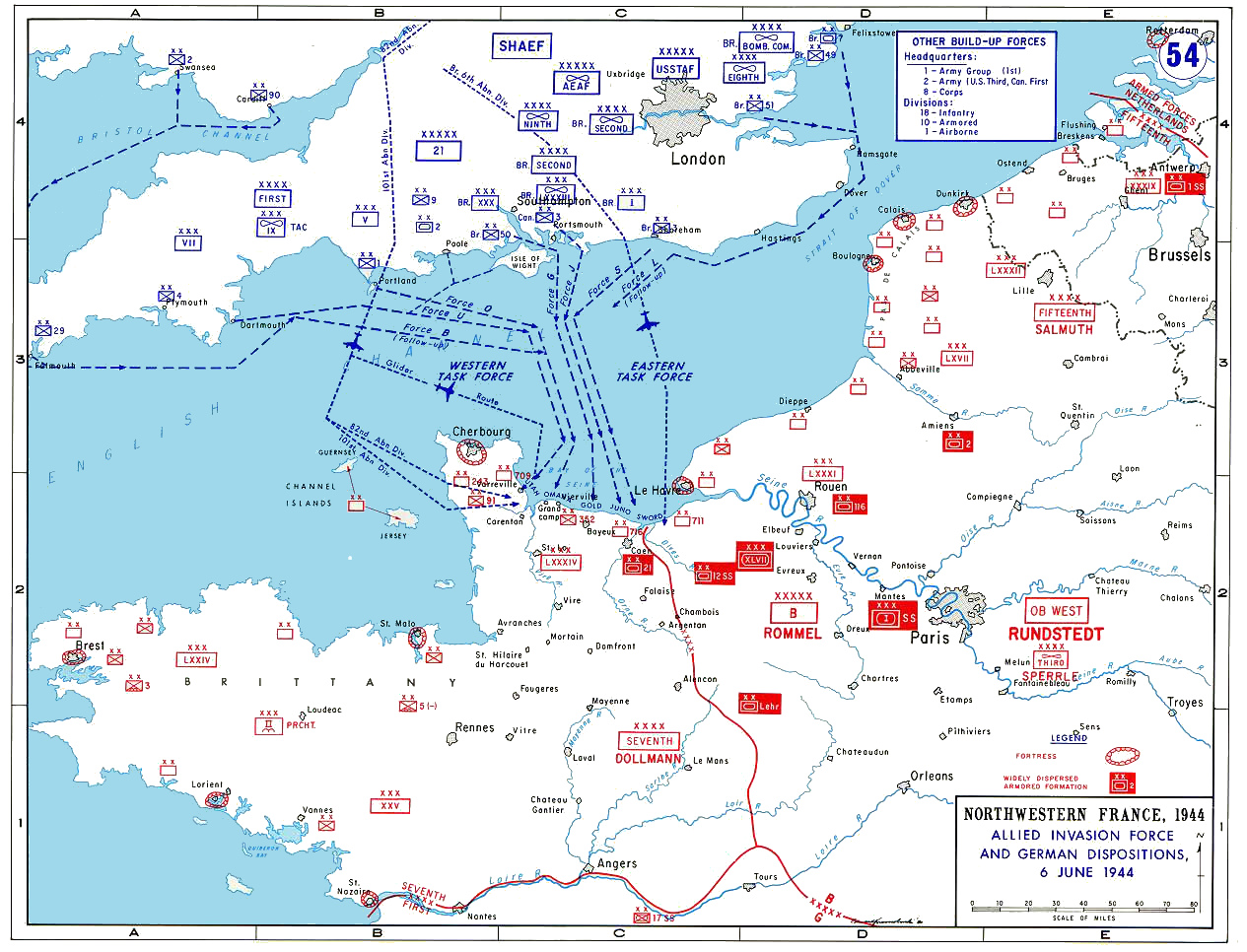
A konvojok felvonulási útvonala

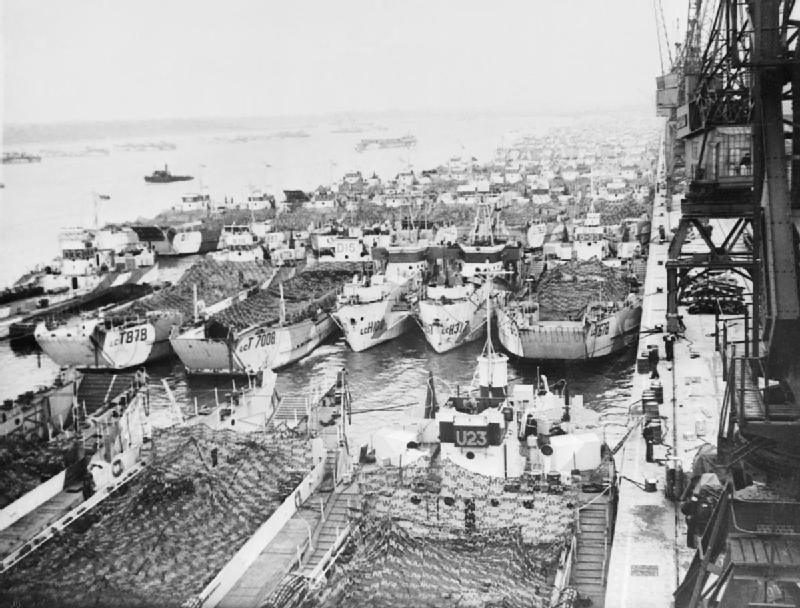
Southamptonban gyülekező partraszállító bárkák

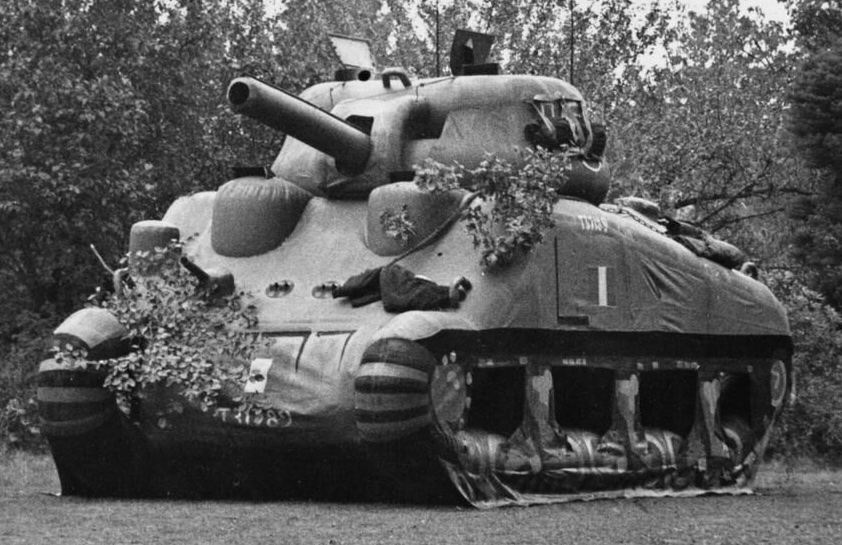
Megtévesztést szolgáló felfújható harckocsi

Április végére elkészült a támadás terve. A 2. brit hadsereg három (két brit és egy kanadai) hadosztálya Miles Dempsey tábornok irányításával Caentól északra és északnyugatra száll partra. Ezt megelőzi majd egy légi szállítású hadosztály bevetése a várostól északra. Az ejtőernyősök elfoglalják az Orne-folyó hídjait, és fedezik a keleti szárnyat. A brit jobbszárnyon az 1. amerikai hadsereg száll partra Omar Bradley tábornok vezetésével. Egy hadosztály a Vire torkolatától keletre, egy másik északabbra. Az utóbbit két légi szállítású hadosztály támogatja, védve a hídfő jobbszárnyát.
Fő célpontként Caent, Bayeux-t, Isignyt és Carentant jelölték ki. Ezek eleste után az amerikaiaknak a Cotentin-félsziget csúcsán fekvő Cherbourg felé kell nyomulniuk, míg a briteknek ezt kell fedezniük keletről, és repülőtér-építésre alkalmas területeket kell ellenőrzésük alá vonniuk. Az első öt hadosztályt két másik követi, amelyek kiszélesítik a hídfőt. A végső cél száz hadosztály partra szállítása.
Az akcióban részt vevő flottaegységek parancsnokának a brit Bertram Ramsay, Philip Vian és az amerikai Alan Goodrich Kirk tengernagyot nevezték ki. A tervek szerint a konvojok különböző angol kikötőkből indulnak, majd a Wight-szigetnél találkoznak. A gyülekezési hely hivatalos kódneve Area Zebra (Z körzet) volt, de mindenki csak Piccadilly Circusnak nevezte a londoni csomópont után.
Az előzetes bombázásokat, amelyek a támadásra kijelölt D-nap előtt három héttel kezdődnek, Trafford Leigh-Malloryra bízták. Eisenhower fő célja nem a parti védelem támadása, hanem a szállítási útvonalak megsemmisítése volt, hogy megnehezítsék a német utánpótlás eljuttatását a harci zónákba. Churchill aggodalmát fejezte ki amiatt, hogy a vasútvonalak elleni támadásokban sok civil veszti majd életét. Eisenhower azonban ragaszkodott tervéhez, és ezt írta az angol kormányfőnek: „A polgári lakosság vesztesége minden olyan tervnek a velejárója, amely a szövetséges légierő teljes körű bevetésével számol az invázió előkészítése során”.
A hadsereg parancsnokai úgy vélték, hogy Normandia hosszú előkészítő bombázása csak felhívná a németek figyelmét a kiszemelt partszakaszokra. A tervek ennek megfelelően készültek el, így eldőlt, hogy a szövetséges légierőt csak közvetlenül az invázió előtt vetik be a német partvédelem ellen. A repülőknek a partraszállást követően is komoly szerepet szántak az erősítésként felvonuló német alakulatok megsemmisítésében. Úgy vélték ugyanis, hogy a partraszállás sikerét az dönti majd el, hogy sikerül-e a szövetségeseknek több embert és felszerelést kirakodniuk, mint amennyit a németek össze tudnak vonni a hídfő körül. Az ejtőernyősök szállítására ezer Dakotát gyűjtöttek össze, más gépek feladata pedig a katonákat és a felszerelést szállító vitorlázó repülők célba juttatása volt.
A kijelölt övezetet öt partszakaszra osztották: Utah, Omaha, Gold, Juno, Sword (nyugatról kelet felé haladva). A haditengerészeti felvonulás (Neptun-hadművelet) több mint hatezer vízi járművel számolt. A szövetséges légierő 12 ezer harci repülőt vont össze. A terveknek megfelelően, június 4-én este a konvojok elindultak Franciaország felé, de a rossz időjárási körülmények miatt visszafordították őket. A partraszállási övezet két végének kijelölésére kiküldött két mini-tengeralattjáró, az X–23 és az X–20 már megérkezett a helyszínre, és a tengerfenéken töltötte a következő több mint 24 órát (Gambit hadművelet).

### Megtévesztés
A szövetségesek kidolgoztak egy megtévesztési tervet, amelynek az volt a célja, hogy elhitesse a németekkel, a csatorna legkeskenyebb szakaszán, Calais-nál szállnak partra. Az akció a Fortitude hadművelet nevet kapta. A terv alapja egy nemlétező amerikai alakulat, az 1. hadseregcsoport (FUSAG) volt, amely a Calais-val szemközti brit területeken „gyülekezett”. A rendes rádióforgalmazás közé rendszeresen kerültek olyan üzenetek, amelyek a FUSAG tevékenységéről szóltak. Az elterelés részeként a szövetséges bombázók rendszeresen támadták a Szajnától keletre eső területeket, valamint Angliában létrehoztak egy felfújható tankokból, álrepülőkből álló armadát. Éjszakánként hangszórókból repülőmotorok hangját adták le és a katonák autólámpákkal felszerelt kézikocsikat toltak a „kifutókon”, hogy repülőgépek le- és felszállását imitálják az esetleges német kémek számára.
A németek nem támaszkodhattak az Abwehr nagy-britanniai ügynökeire sem, mert azokat a britek „átfordították”, és félrevezető információkat adtak le. A megtévesztő értesülések átadásában kulcsszerepet játszott a Garbo fedőnevű Juan Pujol García és a Brutus fedőnevű Roman Czerniawski.

## Németek Normandiában

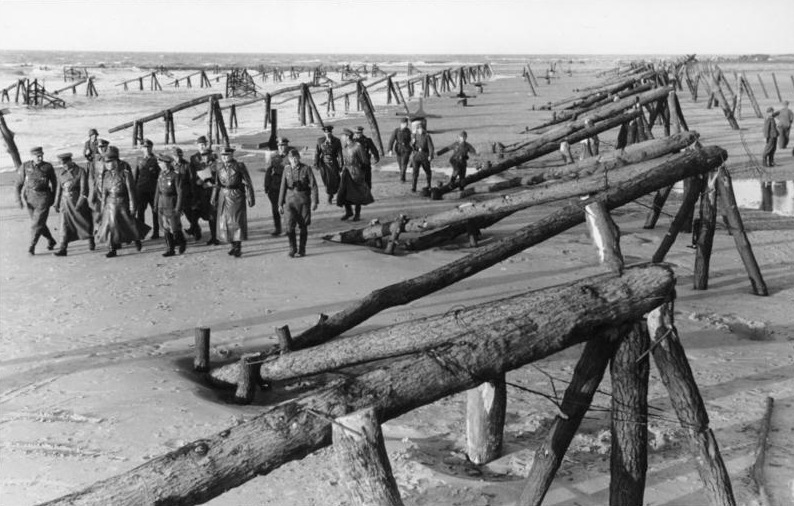
Rommel megszemléli a parti akadályokat

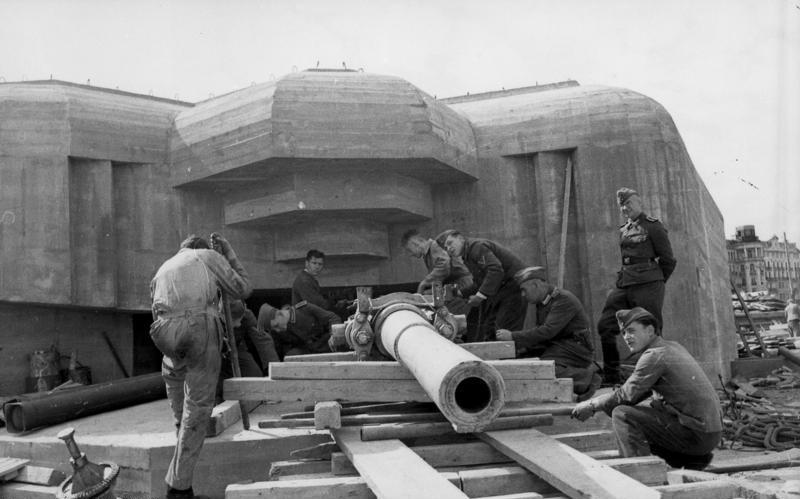
Löveg beépítése az Atlanti falba

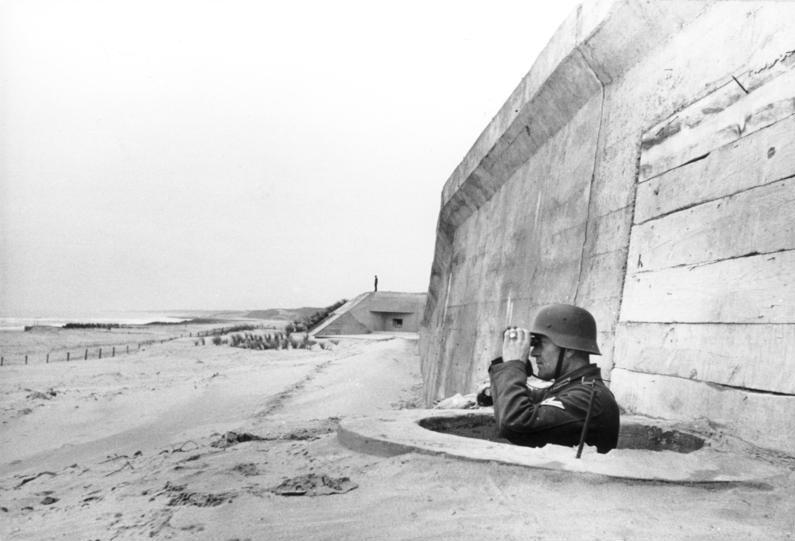
Part menti megfigyelőállás

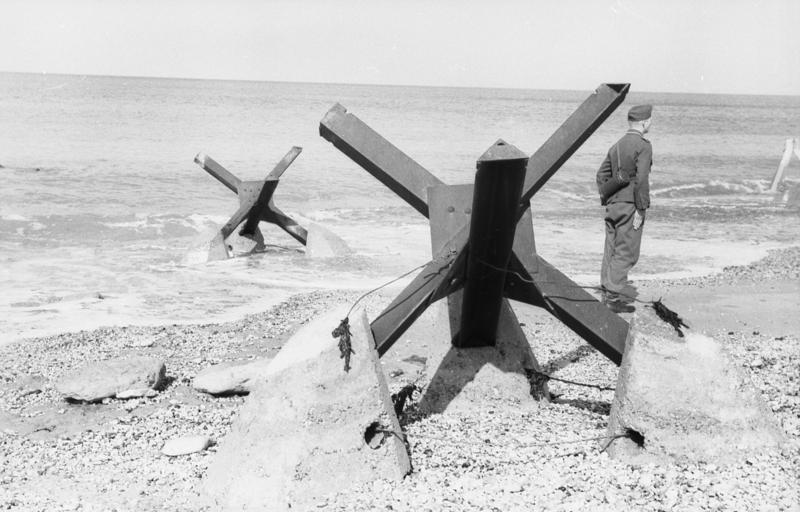
Cseh sün a parton

Adolf Hitler egészen 1943 novemberéig nem tartott attól, hogy az angolszászok partra szállnak Franciaországban. Véleményét támasztotta alá a dieppe-i rajtaütés kudarca is, amelyről úgy vélekedett, hogy a jövőben elriasztja majd a briteket a hasonló támadásoktól. 1942 szeptemberében több minisztere előtt azt mondta, hogy semmi nem fenyegeti majd nyugatról Németországot, ha 1943 tavaszán befejeződik a tengerparti védelmi rendszer, az Atlanti fal építése. Optimizmusa azonban fokozatosan elszállt, ugyanis az állandósuló brit légicsapások egyre nagyobb fennakadásokat okoztak a hátországban, a szövetségesek megszállták Szicíliát, november 6-án pedig már Kijevből is kiverte csapatait a Vörös Hadsereg.
Hitler 1943. november 3-án kiadta az 51. Führer-direktívát, amelyben bejelentette a nyugati védelem megerősítését. „Ha az ellenségnek itteni védelmünket sikerülne széles arcvonalon áttörnie, az beláthatatlan következményekkel járna” – írta. 
A franciaországi és a belgiumi német szárazföldi csapatok az OB West (Oberbefehlshaber West), a nyugati főparancsnokság alá tartoztak, amelynek Gerd von Rundstedt tábornagy volt a parancsnoka. Az alakulatokat a B Hadseregcsoportot alkotó 15. és 7., valamint a G Hadseregcsoportot alkotó 1. és 19. hadseregbe szervezték. Sávhatáruk a Loire volt.
A B Hadseregcsoport 15. hadserege 19 hadosztállyal Calais és Boulogne térségét, a 7. – kilenc gyalogos- és egy páncéloshadosztállyal – Normandiát védte. A teljes nyugati fronton tíz páncéloshadosztály állomásozott.
A partokon úgynevezett helyhez kötött hadosztályok helyezkedtek el, amelyek aknákkal, szögesdróttal, egyéb akadályokkal védett bunkerekben teljesítettek szolgálatot. Feladatuk az volt, hogy addig védjék erődjeiket, amíg más seregtestek fel nem mentik őket. Ezeknek a hadosztályoknak egy része nem volt teljes értékű, mert idősebb vagy kifejezetten fiatal katonákkal, a keleten szétvert alakulatok túlélőivel és kényszerű kelet-európai „önkéntesekkel” (hilfswillige) töltötték fel őket. Mögöttük, a tengerparttól távolabb állomásoztak a páncélos- és gyalogoshadosztályok.
1943 novemberében Hitler Erwin Rommelt nevezte ki az Atlanti fal főfelügyelőjének, aki – miután megszemlélte az elkészült építményeket – felgyorsította a védelmi munkálatokat. Az addig lerakott 1,7 millió akna mellé további négymilliót helyeztetett el 1944. május 20-áig. November és május 11. között félmillió mesterséges akadályt telepítettek a tengerpartokra és a lehetséges leszállóhelyekre. A bunkerekbe 13,3 millió köbméter betont és 1,2 millió tonna vasat építettek. 1943 végén már félmillió ember dolgozott az építkezéseken, főleg kényszermunkások. A mezőket elárasztották, és cölöpöket (Rommel-spárga) vertek a földbe, hogy lehetetlenné tegyék a deszantosok gépeinek landolását.
1944 január végén Rommelt megbízták a B Hadseregcsoport irányításával. Rundstedt és Rommel között azonnal nézeteltérés támadt. Rundstedt úgy gondolta, hogy az ellenséget nem lehet a parton megállítani, később kell lecsapni rá, míg Rommel azon az állásponton volt, hogy csak akkor lehet megakadályozni az inváziót, ha a támadók már a fövenyen elvéreznek. Rommel úgy vélte, hogy hiba a páncélosokat a parttól messze állomásoztatni, mert nem fognak eljutni időben a csatatérre a szövetséges légierő óriási fölénye miatt. Azon az állásponton volt, hogy inkább osszák kisebb egységekre a páncélosokat, de legyenek közel a parthoz.
A vita miatt Hitler Berchtesgadenbe kérette a két parancsnokot 1944. március 19-ére. A Führer úgy döntött, hogy a Nyugati Páncéloscsoport hat páncéloshadosztályából hármat Rommelnek, hármat Rundstedtnek ad. Ez utóbbit azonban csak Hitler hadműveleti törzsének beleegyezésével vethetik be. A hat hadosztályból mindössze a Rundstedthez tartozó 21. állomásozott a kiszemelt partraszállási övezet közelében. Végül a partraszállás előtti hetekben a németek több ütőképes alakulatot vezényeltek a térségbe: a Páncélos Tanhadosztályt Chartres-ba, a 21. páncéloshadosztályt Caenba, a 352. és a 91. gyalogoshadosztályt pedig a partvédelemhez.

### Hírszerzési kudarcok
A német hírszerzés tehetetlen volt, nem találta meg a valódi információkat a rengeteg hamis hír között. Az Overlord hadművelet nevével azokban az iratokban találkoztak először, amelyet az ankarai brit nagykövet inasa lopott ki a széfből, de igazán használható információk nem voltak bennük. Annyit sikerült viszont megtudniuk, hogy a támadást a francia ellenállásnak a BBC által sugárzott két Paul Verlaine-sor – Ősz húrja zsong, jajong, busong a tájon és S ont monoton bút konokon és fájón – fogja felvezetni. Az első sor június 1-jén hangzott el, és a németek fel is figyeltek rá, de félreértések sorozata miatt az általános riadó elmaradt. Az üzenetet június 2-án és 3-án is megismételték.

### Rossz idő

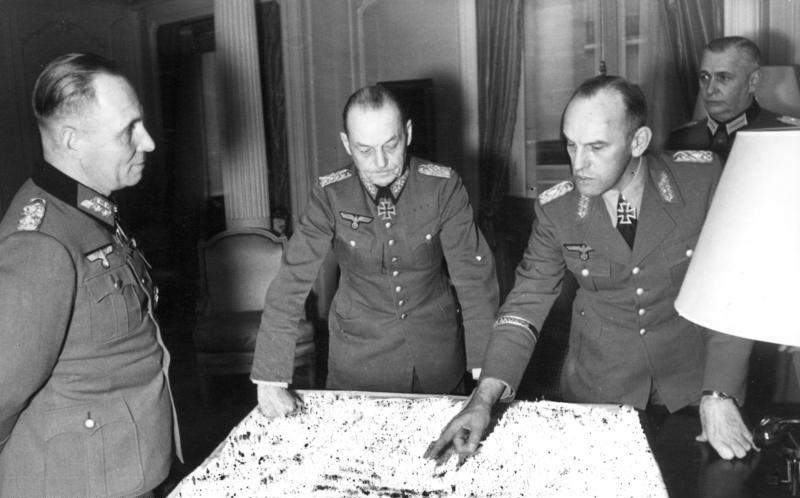
Rommel (b), Rundstedt, Alfred Gause (j), a háttérben Bodo Zimmermann

A német meteorológusok rossz időt jósoltak június 4-étől, és ez felszabadítóan hatott a parancsnokokra, akik biztosak voltak abban, hogy ilyen körülmények között nem kezdődik meg a partraszállás. A légvédelmi egységeknél felfüggesztették a készültséget, Rommel pedig elutazott az Ulm melletti Herrlingenbe, hogy feleségével ünnepelje annak születésnapját, illetve találkozzon Hitlerrel. Németországban tartózkodott Hans-Georg von Tempelhoff, a B hadseregcsoport első vezérkari tisztje is. A rossz idő miatt elutazott Bordeaux-ba Theodore Krancke tengernagy, a nyugati haditengerészeti főparancsnok.
Június 5-én Rundstedt ellenőrző útra indult főhadiszállásáról, Hans Speidel altábornagy, vezérkari főnök pedig vacsorára hívta közvetlen munkatársait. Hasonló összejövetelre készültek Saint-Lôban is, ahol Erich Marcks tüzérségi tábornokot akarták az este megünnepelni, mielőtt elutazik Rennes-be, ahol térképes hadijátékon fognak szimulálni egy normandiai partraszállást, amely ejtőernyősök támadásával kezdődik. Elindult Rennes-be Heinz Hellmich altábornagy, a Cotentin-félsziget nyugati oldalát védő 243. hadosztály parancsnoka és Karl von Schlieben altábornagy, a 709. hadosztály parancsnoka is. Wilhelm Meyer-Detring ezredes, Rundstedt felderítő tisztje francia szeretőjével vadászott. Mindezeket tetézte, hogy a Normandiában állomásozó repülőgépeket közvetlenül a partraszállás előtt közelebb rendelték a birodalomhoz.

## Ejtőernyős-támadás
1944. június 6-án, azaz a D-napon, nem sokkal éjfél után megkezdődött a szövetségesek légi offenzívája. Először három légideszant-hadosztály ért földet a hajnali órákban, őket vitorlázórepülőgép-kötelékek követték, amelyek további katonákat és a nehéz felszerelést, köztük a harckocsik megállításához szükséges páncéltörő lövegeket és lőszert szállították. A katonák fő feladata a partraszállási övezet két szárnyának védelme volt, amely a Vire- és az Orne-folyó mentén húzódott.
Általános probléma volt, hogy a sötét és a légvédelmi tűz miatt a pilóták eltévesztették a célövezeteket, és rossz helyen dobták le az ejtőernyősöket. Sok pilóta nem mert lelassítani a golyózáporban, ezért az ejtőernyősök kénytelenek voltak a biztonságos ugráshoz túl gyorsan haladó gépekből kilépni, és a légcsavarok szele letépte róluk a fegyverüket és felszerelésüket. A földet érési területek egy részét a németek elárasztották, ezért sok katona a nehéz felszerelése miatt vízbe fulladt. A vitorlázógépek, amelyek közül a legnagyobbak, a Hamilcarok még könnyű harckocsit is szállíthattak, gyakran utasaikkal, szállítmányukkal együtt törtek össze leszálláskor, elsősorban a földeken elhelyezett német akadályok miatt. A kijelölt célpontok egy részét még az ejtőernyősök érkezése előtt a légierő megbombázta. Az első hullámban 822 C–47-es repülőgép indult Nagy Britanniából, fedélzetén 18-18 ejtőernyőssel, összesen nagyjából 13 ezer amerikaival és 5250 brittel. Őket további négyezren követték vitorlázó repülőgépeken.

### Keleti szárny

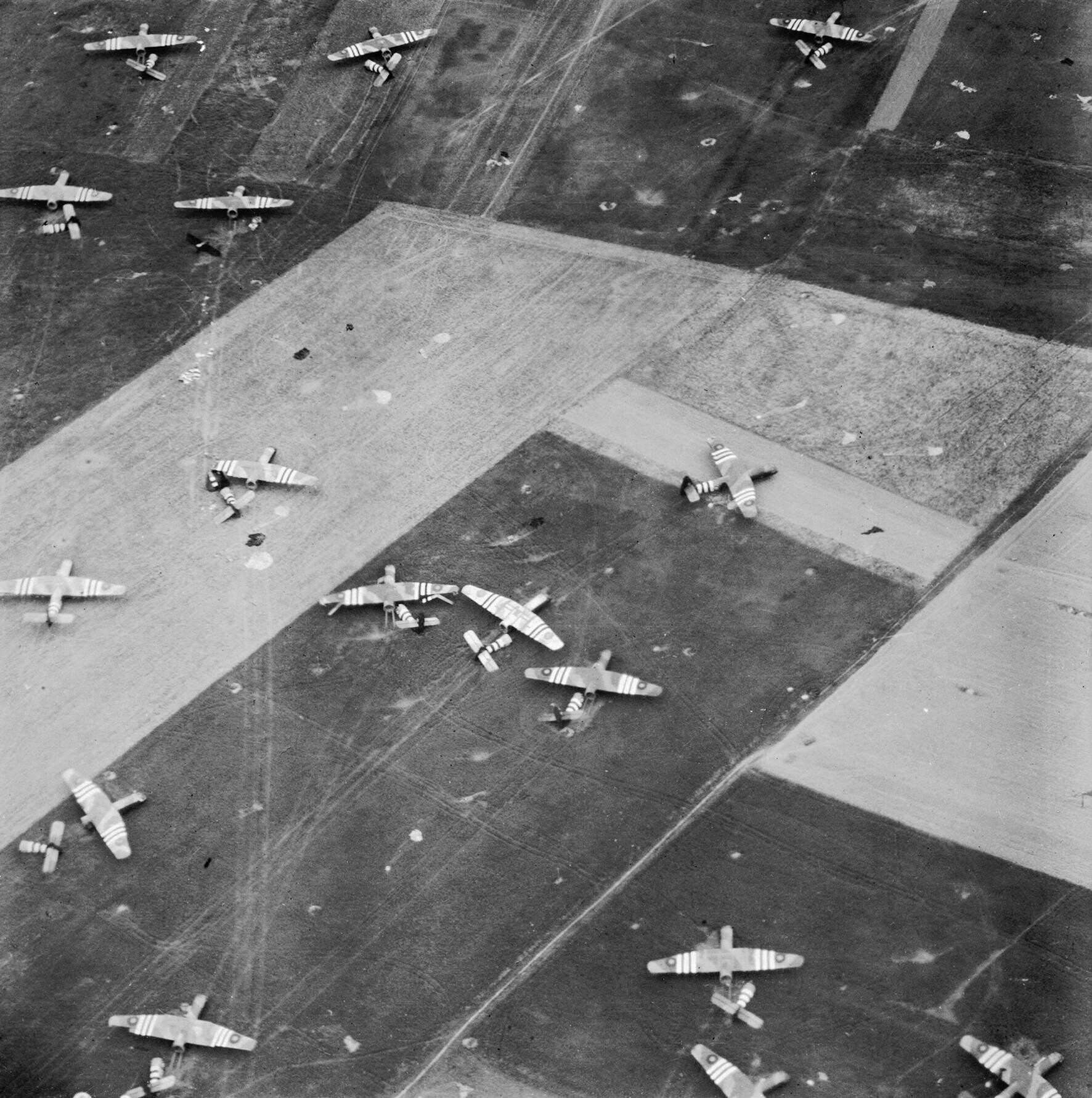
Horsa típusú vitorlázógépek landolás után

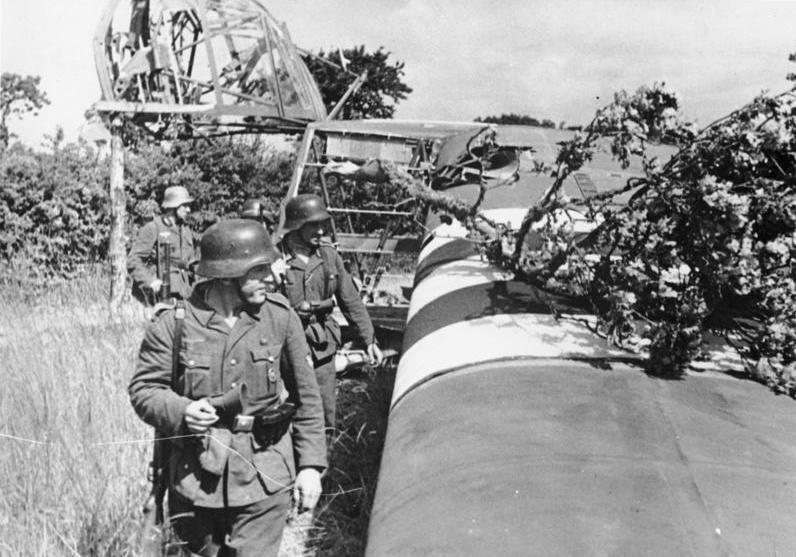
Német katonák vizsgálnak egy elhagyott vitorlázógépet

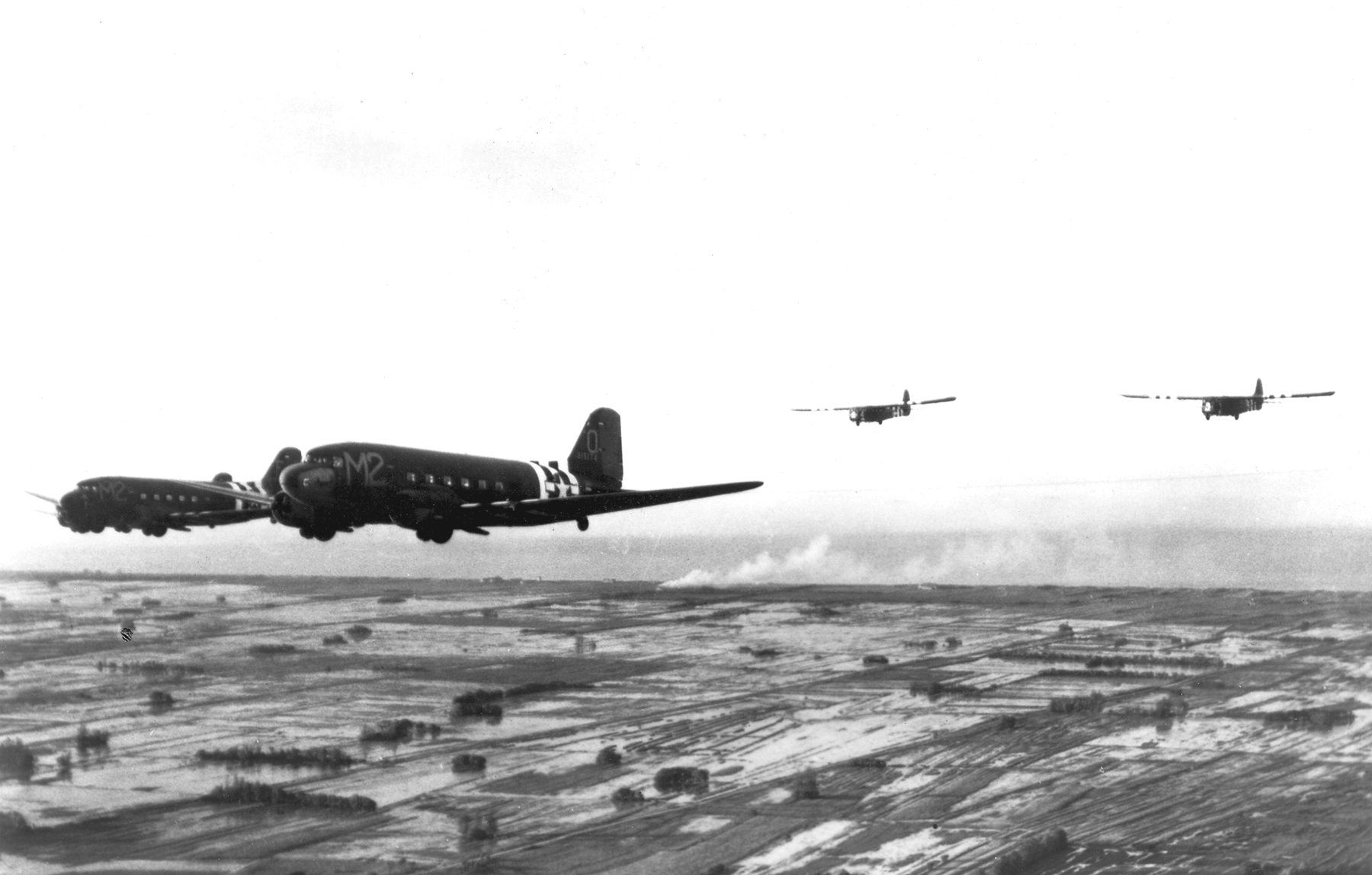
A 101-esek vitorlázógépeit vontató C–47-esek

A Tonga hadművelet keretében a brit 6. légideszant-hadosztály (Richard Gale vezérőrnagy) nagy tömbben, a megfelelő helyre érkezett. Feladata a Caentől északkeletre eső magaslatok megszállása volt. Ezen kívül el kellett foglalniuk az Orne-folyó és a Caeni csatorna hídjait, illetve fel kellett robbantaniuk öt hidat a Dives-folyón, hogy megakadályozzák a németek, elsősorban a páncélosok átkelését. A légideszantosoknak meg kellett tisztítaniuk a leszállási zónát is, ahova 69 vitorlázó gépet vártak. Közülük 49 pontosan a kijelölt helyen, Ranville közelében landolt, a katonák meglepetésére nem fogadta őket ellenséges tűz.
A hadosztály kapta feladatul a Merville mellett felállított német nehézlövegek megsemmisítését is, amelyek veszélyeztették a Sword-zónában partra szálló gyalogosokat. A feladatra a 3. és 5. dandár ejtőernyőseit képezték ki. Az akció parancsnokának, Terence Otway alezredesnek azonban csak 150 katonát sikerült összegyűjtenie, de velük is sikerült elfoglalnia az üteget. Hajnalra a britek elfoglalták a kijelölt hidakat és magaslatokat.

### Nyugati szárny
Az amerikai 82. (Matthew B. Ridgeway vezérőrnagy) és 101. légideszant-hadosztály (Maxwell D. Taylor vezérőrnagy) 13 ezer katonájának célpontja a Cotentin-félszigetet volt, amelyet három német hadosztály, a 709., a 243. és a 91. védett. A németek nagyjából 40 ezer embert tudtak mozgósítani. A 709. és a 243. hadosztály helyhez kötött volt, vagyis nem rendelkezett járművekkel, állománya egy része a Szovjetunió területén kényszersorozott katonákból állt. A 91. gyalogoshadosztály viszont ütőképes volt.
Az amerikai gépek vastag felhőkben repültek, majd a légvédelmi tűz miatt kitérő manőverekbe fogtak, és ezért jelentős részük rossz helyen szórta ki az ejtőernyősöket. Néhány repülő túlszállt a szárazföldön, és a tengerbe dobta a katonákat, sokan pedig a Vire elárasztott völgyében haltak meg. Az ejtőernyősök többsége több kilométerre a kijelölt területtől ért földet. A 101-esek egy negyvenszer 28 kilométeres területen szóródtak szét, a 82-esek közül pedig többen besodródtak Sainte-Mère-Église-be, ahol egy égő ház fényében a németek könnyen végeztek velük. A 82-esek vitorlázógépeinek alig fele találta meg a kijelölt leszállóhelyet a falutól északnyugatra. Annak ellenére, hogy a katonák és a felszerelés szétszóródott, a 82-esek felvették a harcot a németekkel a Douve-on és a Merderet-n átívelő hidakért.
A Chicago hadműveletben Taylor ejtőernyőseinek el kellett foglalniuk egy hat lövegből álló, a majdani Utah-zónát fenyegető üteget Saint-Martin-de-Varreville-nél, valamint meg kellett szállniuk az elárasztott mezőkön keresztülvezető öt töltésből négyet. A Douve-on és a Carentani-csatornán átvezető hidakat el kellett foglalniuk, vagy meg kellett semmisíteniük. A Detroit hadműveletet végrehajtó 82-eseknek is hidakat kellett elfoglalniuk, valamint ki kellett verniük a németeket Sainte-Mère-Église-ből, amelyen áthalad a Cherbourg-t Bayeux-vel összekötő út, majd a településtől északra védelmi pozíciót kellett felvenniük, hogy megakadályozzanak egy ellentámadást a hídfő oldala ellen. A britekhez hasonlóan nekik is meg kellett tisztítaniuk a vitorlázók leszállási zónáját, ahova száz gépet vártak az első hullámban, hajnali négy órakor. Az első hullám vezérgépén utazó Don Pratt dandártábornok a leszálláskor balesetben meghalt.
Mindkét hadosztály katonái sorban foglalták el a kitűzött célpontokat. Az ejtőernyősök behatoltak Sainte-Mère-Église-be, ahol csak elszórt ellenállással, elsősorban orvlövészekkel találkoztak. Egy csapat elvágta a Cotentin-félszigetet Cherbourg-ral összekötő utat, mások beásták magukat a kulcsfontosságú átkelőknél. A 101-esek eljutottak Saint-Martin-de-Varreville ütegéhez, de azt üresen találták.

### Német reakció
A német hadvezetés hosszú órákon át tétlenül figyelte a történéseket. Ehhez jelentősen hozzájárult az, hogy az amerikai légideszantosok hatalmas területen szóródtak szét, és keltettek zavart mindenfelé. A helyi parancsnokok többsége úgy vélte, hogy az elmúlt években megszokott kommandós akciók egyike zajlik a területén, és hiába jelentették elöljáróiknak az eseményeket, a kép nem állt össze. Két ejtőernyős például Josef Reichert altábornagy kertjében ért földet, amiről a német tiszt tévesen azt hitte, hogy csak egy ellene indított merényletről van szó.

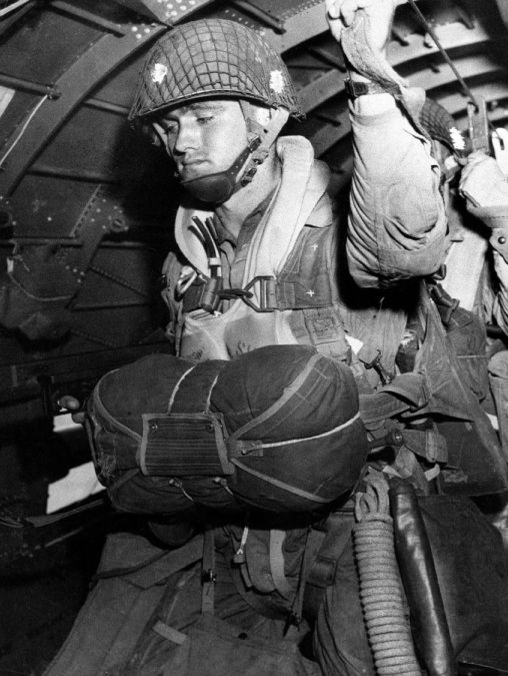
Ugrásra készülő ejtőernyősök

A törzsekhez folyamatosan érkező hírek pontatlanok, gyakran ellentmondóak voltak. 
Sok helyről számoltak be a németek ejtőernyősökről, de feletteseik úgy vélték, hogy a megsérült repülőgépek legénységével találkoztak. Theodor Krancke tengernagy például azzal nyugtatta alárendeltjét, hogy a britek csak bábukat dobtak le ejtőernyővel, ami Caen környékén valóban megtörtént. Hans Speidel altábornagy, Rommel vezérkari főnöke úgy vélekedett, hogy az akciók csak kis helyre összpontosulnak, nem lehetnek a partraszállás előcsatározásai. Számos alacsonyabb rendfokozatú tiszt jelezte felettesének a fokozódó harci cselekményeket, de a döntések elmaradtak, mivel sok tábornok a hadijátékon vett részt.
Mivel a német radarok jelentős részét a szövetséges légierő kiiktatta, a megmaradtak csak a Calais környékét támadó csali bombázókat és az alumíniumfólia-csíkokkal szimulált konvojt látták, az alig 200 méteren szálló, ejtőernyősöket szállító gépek, különösen a vitorlázók szinte észrevétlenül suhantak be Franciaország fölé. Hajnali négykor Günther Blumentritt tábornok a sokasodó hírek miatt felhívta Alfred Jodl vezérezredest, és engedélyt kért páncéloshadosztálya elindítására a part felé, de nem kapta meg.
A német főtisztek közül sokan – még a szövetséges flotta megjelenése után is – úgy vélték, hogy csak a valódi partraszállás elterelő művelete zajlik Normandiában. A fenyegetett területeket védő LXXXIV. hadtest parancsnoksága még hajnali 6 órakor – a szövetséges flotta zárótüzének kezdete után fél órával – is azt jelentette a 7. hadseregnek, hogy a támadás „fedező tevékenységnek tűnik”, amely egy máshol indítandó akcióról akarja elvonni a védők figyelmét.
A Führer átaludta az invázió első óráit Berchtesgadenben, ugyanis utasításának megfelelően nem ébresztették fel. „Mivel Hitler az utolsó napokban állandóan arról beszélt, hogy az ellenfél sejthetőleg látszatakcióval fog kezdeni, hogy eltérítse csapatainkat a partraszállás végleges helyéről, senki se akarta felébreszteni Hitlert, nehogy magára vonja a hamis helyzetelemzés vádját” – írta visszaemlékezéseiben Albert Speer. Arról is csak dél körül született döntés, hogy a Wermacht Legfelső Parancsnokságának (OKW) tartalékai, amelyek mozgatására csak Hitler adhatott utasítást, megindulhatnak a tengerpart felé. A késlekedés miatt a két páncéloshadosztály kénytelen volt 7-én nappal vonulni, kitéve a légitámadásoknak.

## Előkészítés

### Haditengerészeti támadás

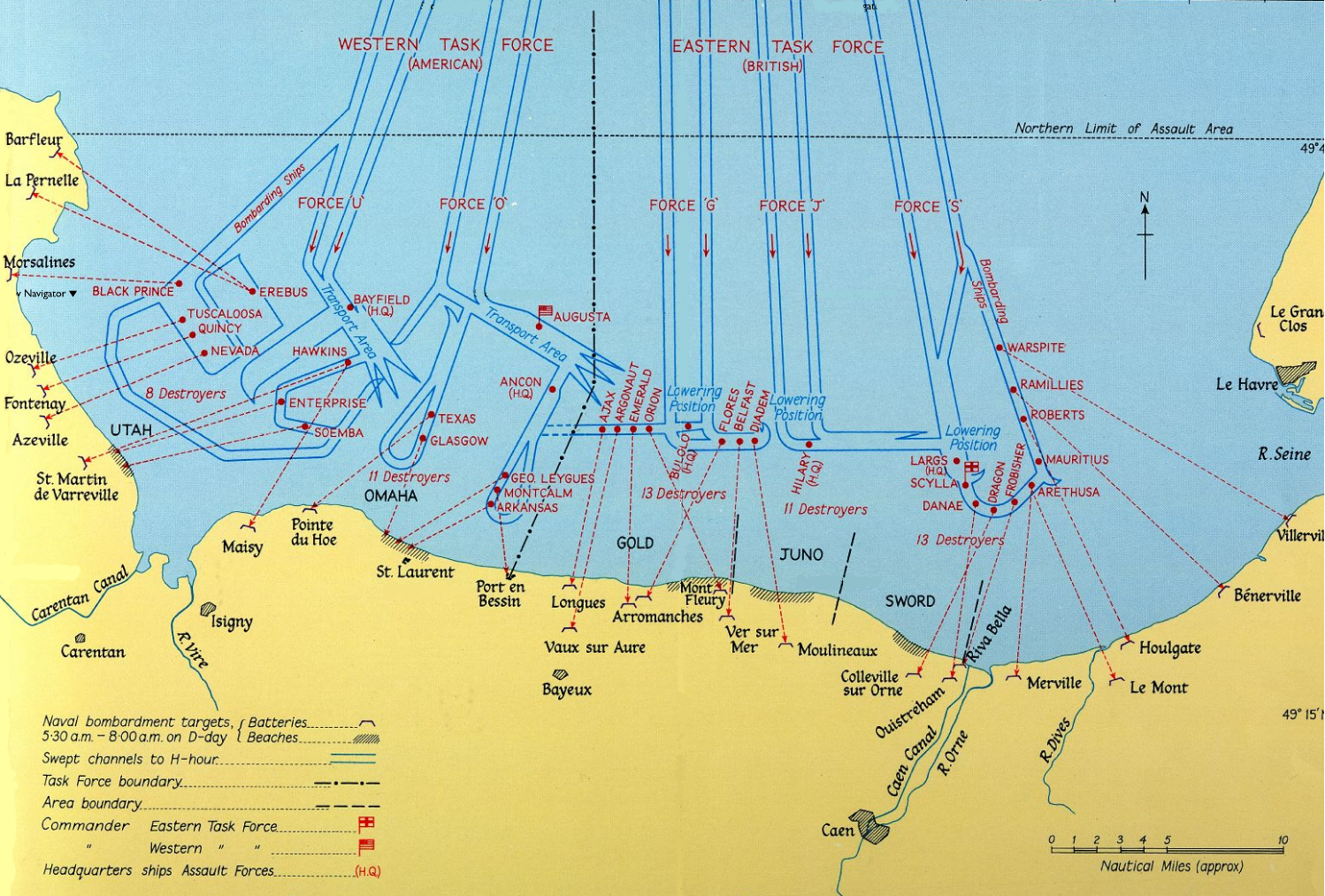
A tűztámogató hajók felvonulási terve

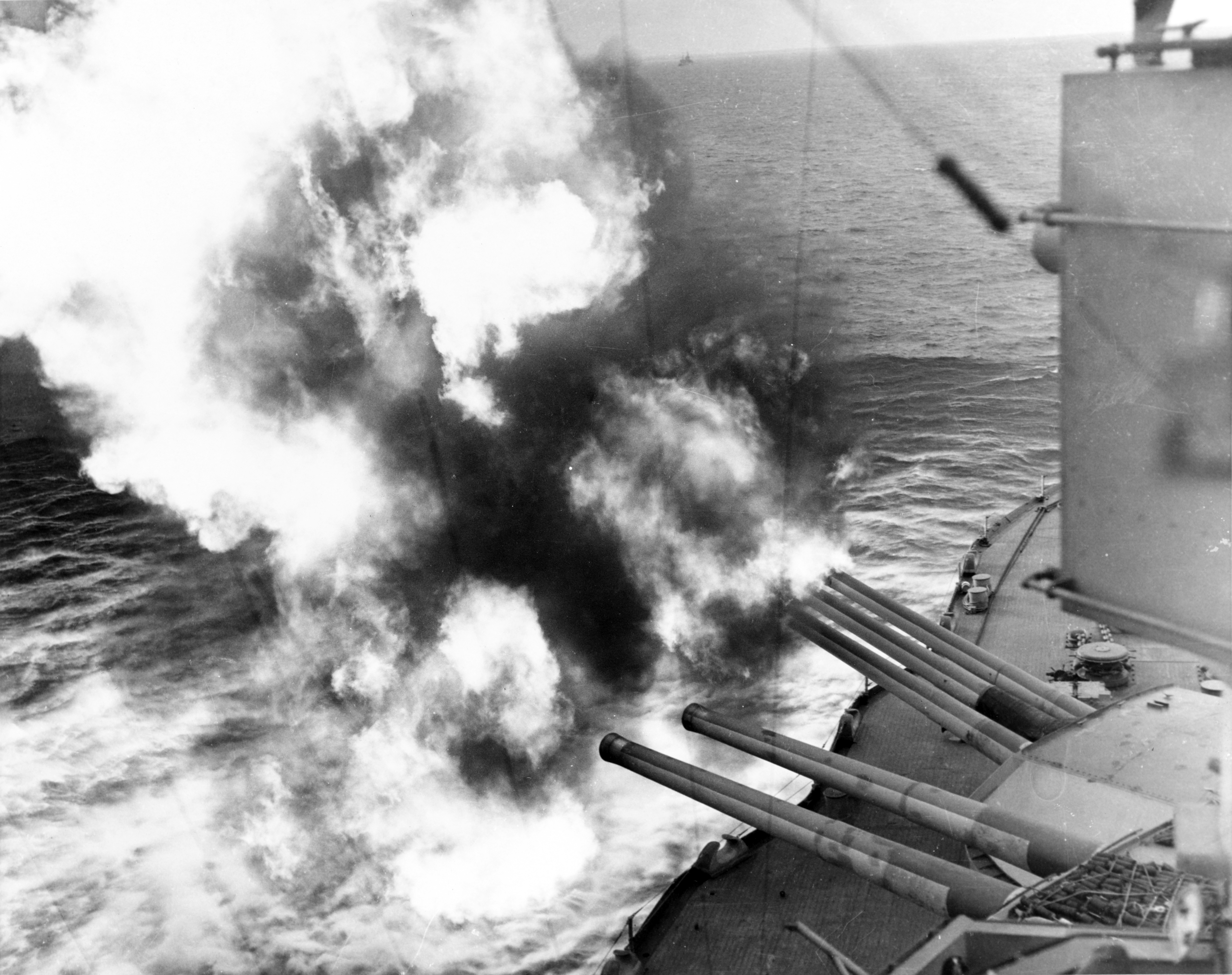
A USS Nevada a Utah-partot lövi

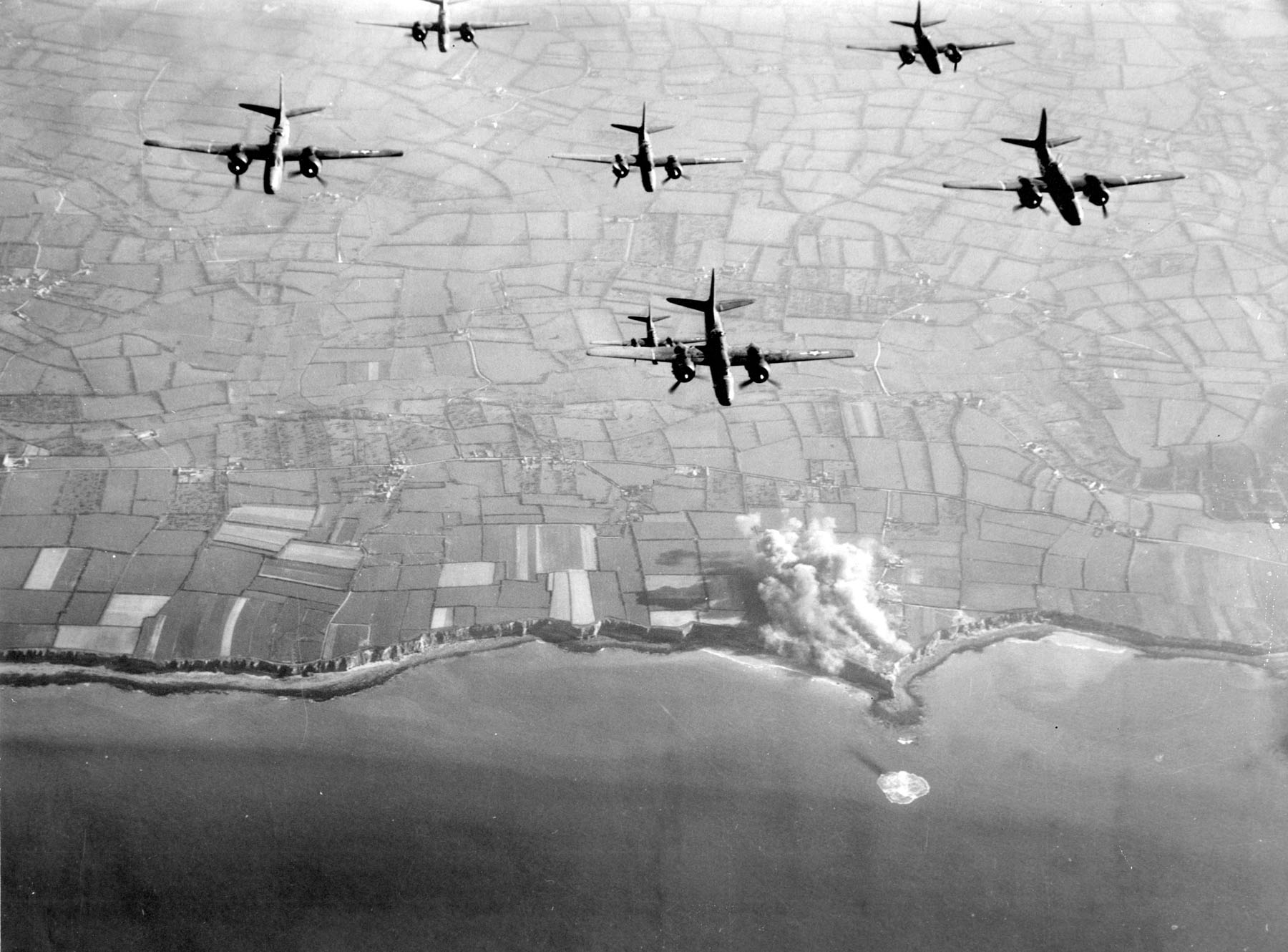
Pointe du Hoc bombázása

Június 5-én, csakúgy, mint előző nap, a konvojok megindultak a Picadilly Circus felé. Elöl nagyjából 350 aknaszedő haladt, mögötte 284 hadihajó – köztük öt csatahajó, két monitor, több mint száz romboló és 142 kisebb haditengerészeti egység –, valamint felfegyverzett járőrhajók és torpedóvetőkkel felszerelt naszádok tartottak Franciaország felé. A partraszálló egységek különböző partraszállító hajókon tették meg az utat: 311 harckocsi-partraszállító hajó (LST), 800 harckocsi-partraszállító naszád (LCZ), 200 gyalogsági partraszállító naszád (LCI), csaknem 500 gépesített partraszállító bárka (LCM) és több mint 1500 partraszállító rohamcsónak (LCA).
Minden partszakaszhoz két megközelítési folyosót jelöltek ki, egyet a gyors, egyet a lassú járműveknek. Az aknáktól megtisztított folyosókat kicsi világító bóják – vörösök a bal, zöldek a jobb oldalon – mutatták. A flotta teljesen elsötétítve haladt dél felé, a partraszállító egységek tatján egyetlen kicsi kék lámpa égett. A francia partokhoz közeledve láthatták, hogy a németek még a Barfleur-fok hetven méternél magasabb világítótornyát sem kapcsolták le.
A hatalmas hajóhad hajnali öt óra körül a francia partok közelébe ért, és a gyalogosok első hulláma elindult a part felé. Az első német lövést a 160 milliméteres ágyúkkal felszerelt saint-vaast-la-hougue-i löveg adta le 5 óra 5 perckor. A németek elsősorban a Utah-part előtt még mindig aktív aknaszedőkre és az HMS Black Prince cirkálóra céloztak. A szövetséges haditengerészet első célpontjai között voltak a német légvédelmi tűzvezető és irányjelző radarállomások, az ún. würzburgi óriások, valamint a Utah-szakaszt fenyegető, feltételezett üteg a Saint-Marcouf-szigeteken. A Barfleurben és La Pernelle-ben, vastag betonfalak mögött elhelyezett ágyúkat az HMS Erebus monitor hatalmas lövegei semmisítették meg csaknem ezer kilogrammos lövedékekkel. A La Plata-i csatában hírnevet szerző HMS Ajax szétlőtt egy négy lövegből álló üteget tíz kilométerre a tengerparttól.
Az Omaha-part előtt felsorakozott flottának két francia csatahajó, a Montcalm és a Georges Leygues is tagja volt. Robert Jaujard ellentengernagy ezekkel a szavakkal adott utasítást az ágyúzásra: „Szörnyű és visszataszító, ha az embernek a saját hazájára kell tüzelnie, és én mégis ezt kérem ma önöktől”. A hadihajók tüzének pontosítását szárazföldi és légi megfigyelők segítették. A németek a nap folyamán egyetlen ellencsapást indítottak a tengeren, Heinrich Hoffmann korvettkapitány egy naszáddal elsüllyesztette a norvég Svenner rombolót.

### Légi támogatás
Kelet-Anglia repülőtereiről több mint kétezer repülő emelkedett fel, majd rendeződött alakzatba a sötétben. A gyalogsági parancsnokok nem akarták, hogy a gépek 250 és 500 kilogrammos bombákkal szórják meg a partot, mert a kráterekben elakadnának a harckocsik, ezért a repülők végül kisebb bombákkal emelkedtek fel, amelyek viszont hatástalannak bizonyultak a betonbunkerek ellen. Az akciót a Brit Királyi Légierő nehézbombázói indították, amelyek 5200 tonna bombát dobtak le. Őket az amerikai nehézbombázók, majd a közepes bombázók és a vadászgépek követték. Június 6-án a szövetséges gépek 14 600 bevetést teljesítettek, amire a németek mindössze százzal tudtak válaszolni. A rossz látási körülmények miatt azonban a gépek sok célpontot nem találtak el, az Omaha-parthoz rendelt 329 B–24 Liberator például öt kilométerre a célpontoktól dobta le 13 ezer bombáját.

## Partraszállás

Partraszállási zónák

Az invázióban nyolc szövetséges hadosztály vett részt, amelyet három német hadosztálynak – 709., 352., 716. – kellett volna feltartóztatnia azonnali támogatás nélkül. A dagályviszonyok különbözősége miatt az amerikaiaknak 60–80 perccel korábban kellett indulniuk, mint az angoloknak és a kanadaiaknak. A tervezők ugyanis azzal számoltak, hogy az invázióra a dagály megkezdődése utáni két óra a legalkalmasabb, mert ekkor még látszanak a tengerbe telepített német akadályok, de elég magas a víz, hogy a különböző partraszállító eszközök a szárazföld közelébe jussanak. Az angoloknak és a kanadaiaknak kedvezett a későbbi partraszállás, mert a hajók így egy órával tovább lőhették a kiszemelt célpontokat.
A vízben és a parton elhelyezett akadályok és robbanószerkezetek között az utászoknak, búvároknak és a különleges járműveknek kellett folyosót vágniuk a gyalogosok előtt. A támadó járművek gyakran nem érték el a partot, mert aknára futottak, vagy találatot kaptak. Sok katona belefulladt a mély vízbe, másokat lekaszáltak a géppuskák, a kétéltű harci járművek elsüllyedtek. Az amerikaiak két hadosztályt küldtek harcba, az 1. az Omaha-parton, a 4. a Utahon szállt partra. A Sword-, Gold- és Juno-partot három brit-kanadai gyalogoshadosztály, valamint két kommandódandár és három páncélos-rohamdandár támadta.

### Omaha

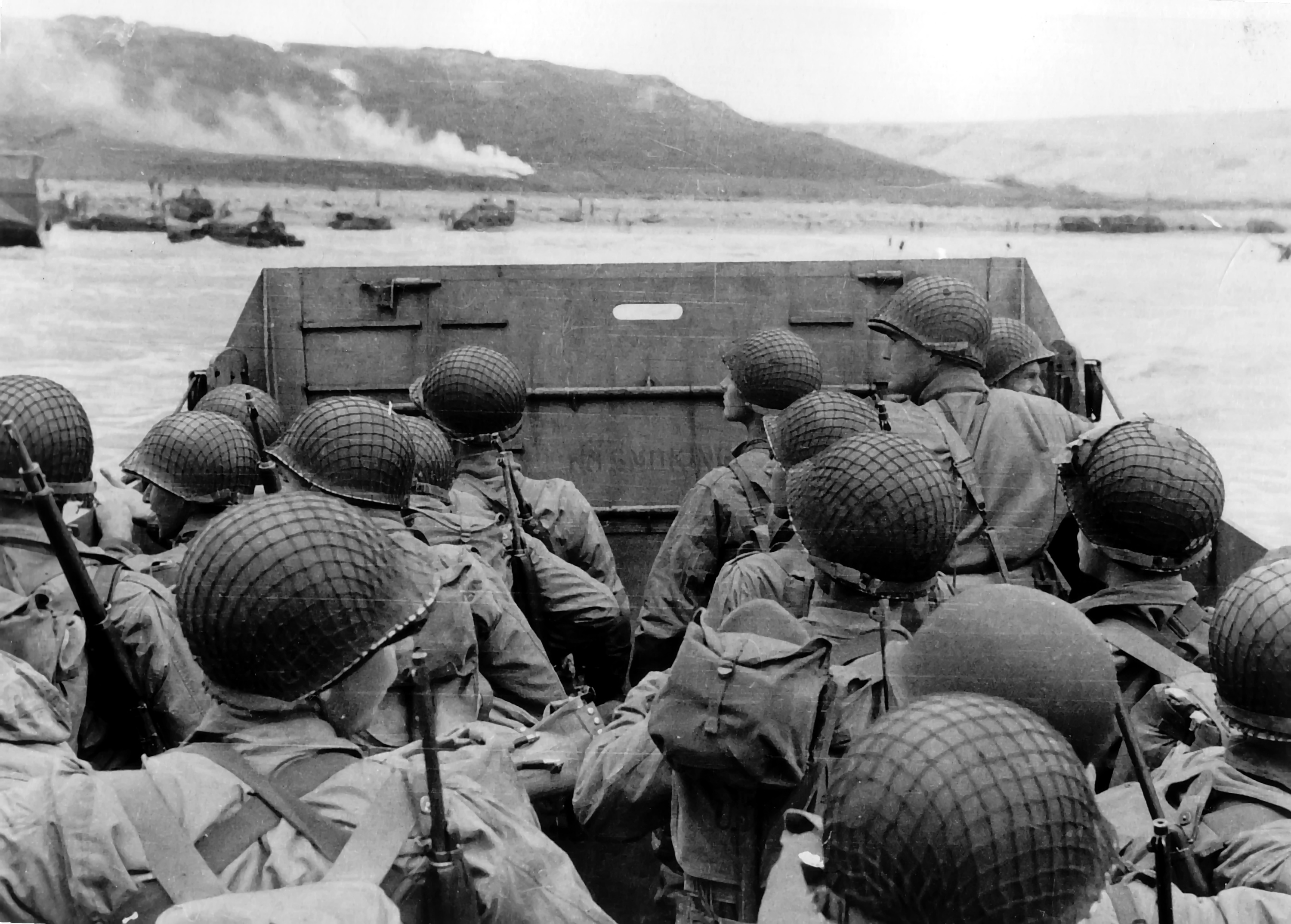
Az Omaha-part előtt

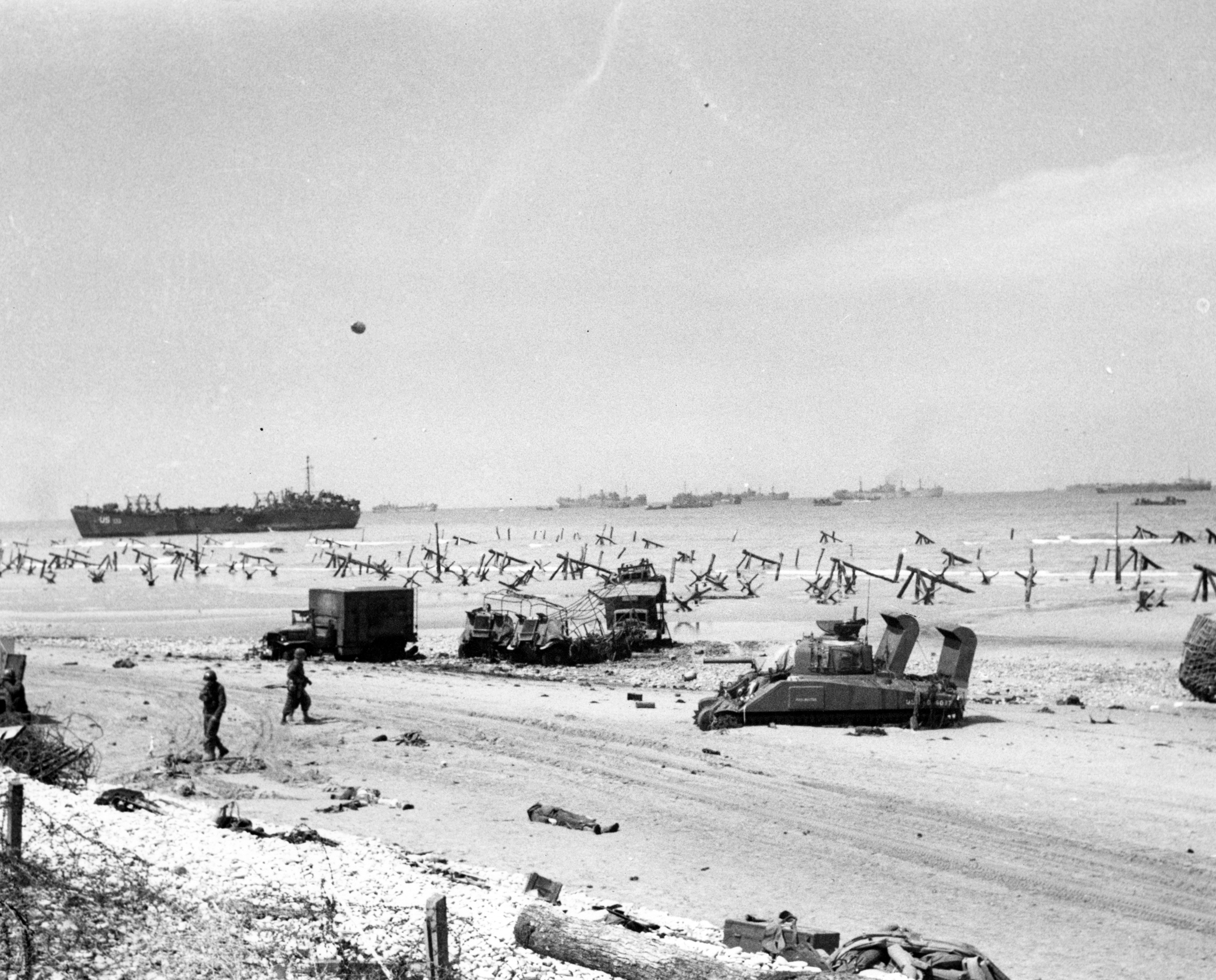
Az Omaha-part délután

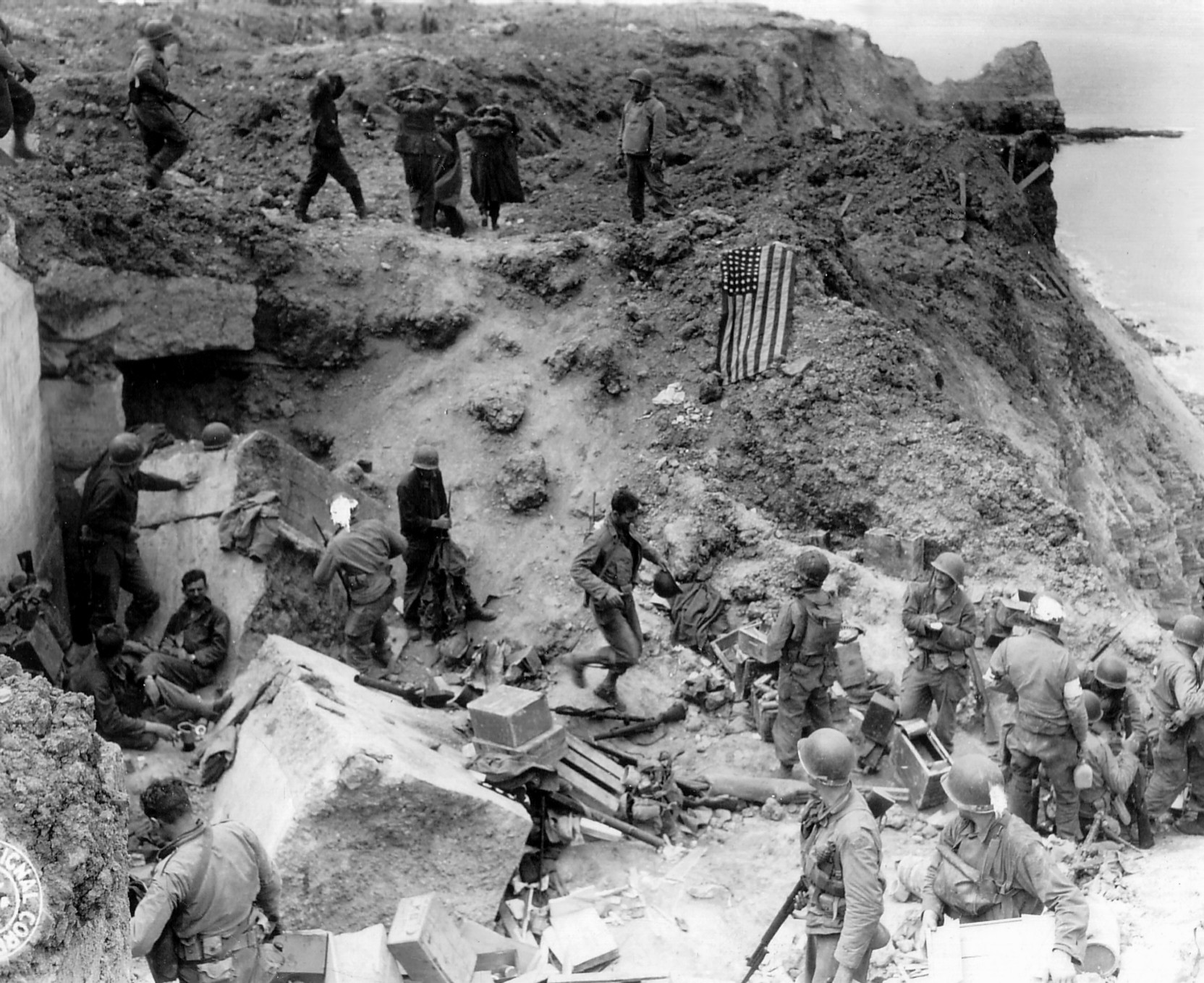
Rangerek Pointe de Hoc szikláján

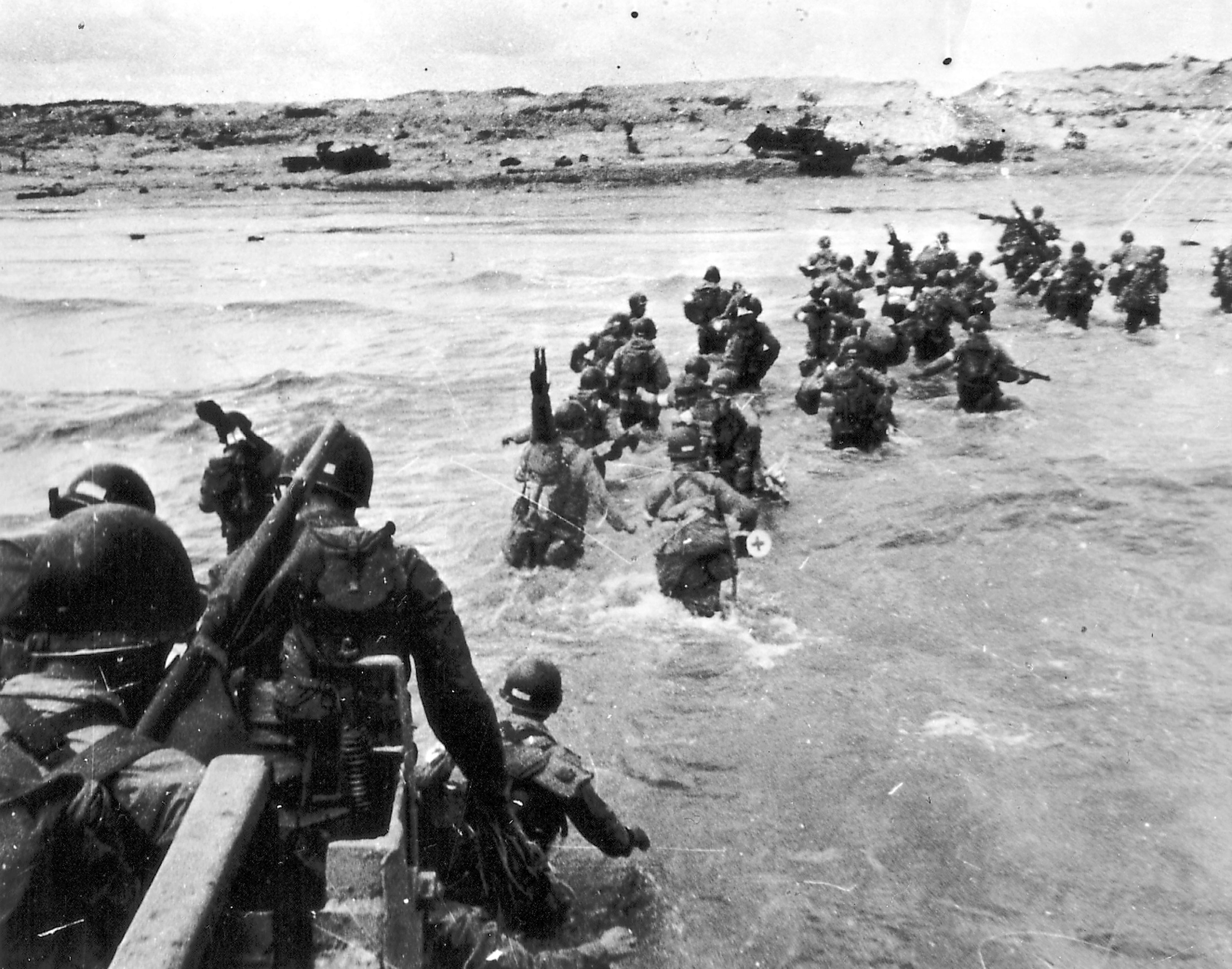
A Utah-partra tartó amerikaiak

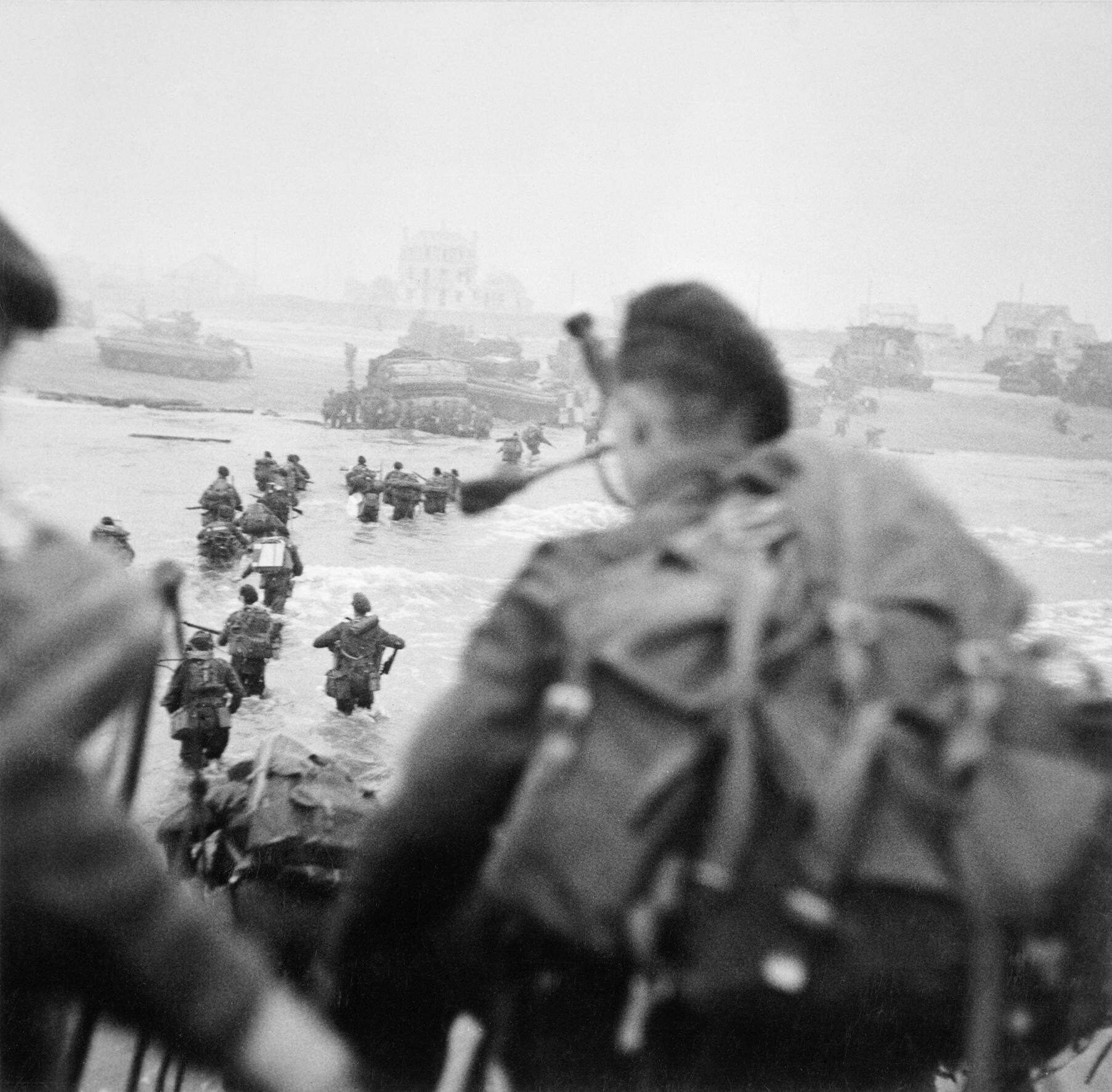
Lord Lovat kommandósai. Háttal Bill Millin skótdudás

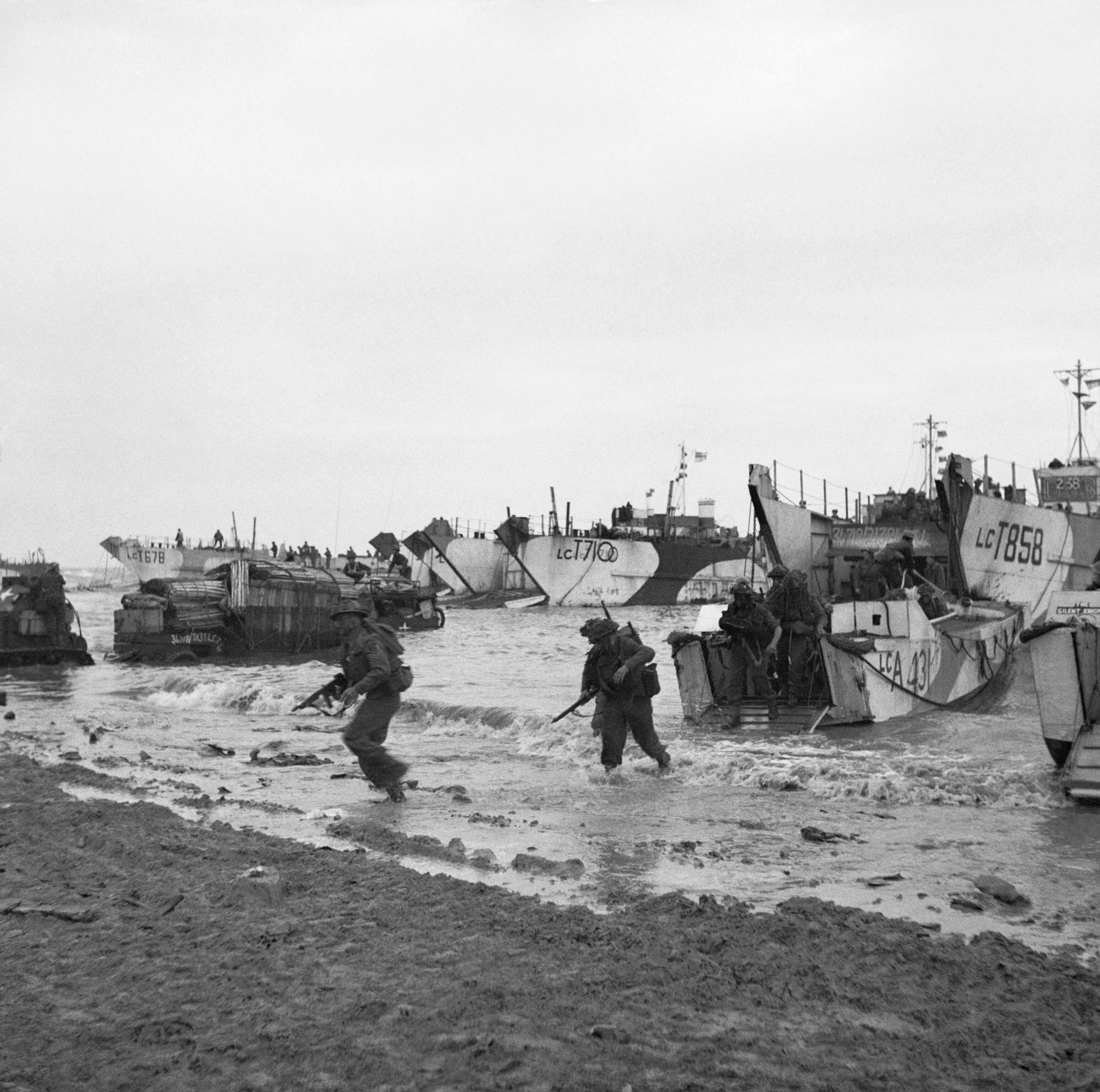
Britek a Gold-parton

A két amerikai zóna közül az Omaha volt a keleti; a német 352. és 716. gyalogoshadosztály egységei védték. Nyolc – 75 milliméteres vagy annál nagyobb űrméretű löveggel felszerelt – betonbunker, 18 páncéltörő ágyú, 35 más lövegekkel ellátott tüzelőállás, hat aknavetőállás, 35 rakétakilövő-állás és 85 géppuskafészek várta a támadókat, amelyek nemcsak szemből, hanem a szárnyak felől (hosszában) is lőhették a partot. A német védelmi rendszer nagyjából épségben vészelte át a légi- és tengeri bombázást, egy bunker sem kapott közvetlen találatot. A támadókat mostoha terepviszonyok, széles, fedezék nélküli partsáv, mögötte meredek sziklafal fogadta.
Az amerikai 1. hadosztály Leonard T. Gerow tábornok által irányított első egységei 6.40-kor értek partot. A tengerből az akadályok között kivezető öt utat 16 – a nap végére 70 százalékos veszteséget elérő – utászegység nyitotta meg. A partraszállító egységek nem tudták megközelíteni a szárazföldet, ezért a katonáknak gyakran vállig érő vízben kellett kigázolniuk a szárazföldre, miközben a németek folyamatosan lőtték őket. Sok katonát ezen az úton ért halálos találat, többen megfulladtak. Súlyos gondot okozott, hogy a gyalogosok támogatására induló 29 kétéltű harckocsiból mindössze kettő érte el a partot. A visszaemlékezések szerint több tank úgy süllyedt el a tengerben, mint a kő. A partra lépő katonákat heves ágyú- és géppuskatűz, valamint aknavetőgránátok fogadták, súlyos veszteséget okozva. A második és a harmadik hullám mindössze néhány perccel az első után érkezett. A járművek útját kilőtt partraszállító egységek, elakadt harckocsik, holttestek torlaszolták el. A folyamatos német tűz a földhöz szegezte az amerikaiakat.
Fél kilenc után az amerikai hadvezetés a part elé parancsolta ismét a rombolókat, hogy lőjék a német állásokat rejtő sziklafalat. Csaknem két tucat romboló közelítette meg a partot 700–900 méter távolságra, és kezdte meg a tüzelést. Az egy órán át tartó ágyúzás megfordította a csata menetét, és a gyalogosoknak sikerült bejutniuk a német állásokba. Az Omahán 43 250 amerikai lépett partra a nap folyamán, a veszteség nagyjából háromezer ember volt.

### Pointe du Hoc
Az Omaha- és a Utah-part között állt Point du Hoc magas sziklafala, amelyen a szövetségesek információi szerint a németek nehéztüzérséget helyeztek el. A USS Texas és a USS Arkansas csatahajó 600 lövést adott le az ütegre, hogy megkönnyítse a James E. Rudder alezredes által vezetett 2. rangerzászlóalj dolgát. A katonák nagy veszteségek árán – 225-ből 108 jutott fel a szikla tejére – megmászták a meredek falat. Odafenn kiderült, hogy erőfeszítésük felesleges volt, mert a németek nem állították helyükre az ágyúkat. Ennek az információnak a francia ellenállás is birtokában volt, de nem sikerült eljuttatnia a jelentést Londonba.

### Utah
A legnyugatibb partraszállási zónát három német gyalogoshadosztály – 709., 243., 91. – különböző alakulatai védték. A terület elfoglalását az amerikai 4. gyalogoshadosztály kapta feladatul, a csapatok parancsnoka Lawton Collins tábornok volt. Az invázió előtt B–26 Marauderek bombázták a partot. A 276 gép csaknem ötezer, többségében 125 kilogrammos bombát dobott a területre, de volt közöttük néhány ezer kilogrammos bunkerromboló is. A robbanások füstje és pora szinte teljesen elrejtette a védők elől az első hullámban közeledő kilenc zászlóaljat.
Az invázió során ezen a szakaszon léptek partra az első szövetséges katonák (8. Gyalogosezred 2. Zászlóalj) 6 óra 30-kor. Az erős tengermozgás miatt a harmadik hullám nagyjából ezer méterre célpontjától ért partot, ezért a katonáknak vissza kellett gyalogolniuk, hogy megsemmisítsék a számukra kijelölt német állásokat. A védelem hamar megadta magát, az amerikaiak 197 halottat és sebesültet veszítettek. A Utah-parton 23 ezer katona érte el Franciaországot. A partot fedező USS Corry romboló aknára futott, és elsüllyedt.

### Sword
A Sword a legkeletibb volt az elfoglalásra kijelölt övezetek közül, szemben Caennal. Balszárnya az Orne-folyóra támaszkodott. A Sword-szakasz előtt sorakozott fel a legnagyobb haditengerészeti erő. A zónában a brit 3. hadosztály Thomas Gordon Rennie vezérőrnagy által vezetett alakulatai szálltak partra 7 óra 25-kor. A gyalogosok szerencséjére a 34 útnak indított kétéltű Sherman harckocsi közül 31 elérte a szárazföldet, és azonnal megkezdte a tűztámogatást. A part végig lapos volt, így a németek nem tudtak magaslati pontokról tüzelni. A britek csekély veszteség árán elfoglalták a kijelölt területet, és megkezdték a behatolást a szárazföldre.
Ezen a parton léptek francia földre – a dandár skótdudásának zenéjére – Simon Fraser dandártábornok, nemesi címe után Lord Lovat, kommandósai. Fraser a Caen-csatornán átívelő Pegazus hídhoz indult, amelyet a brit ejtőernyősök tartottak. Más egységek Ouistreham utcáin harcoltak házról házra a németekkel. A 41. tengerészgyalogos különítmény a kanadai part felé indult, majd Lion-sur-Mernél harcba bocsátkozott a németekkel, akik páncélos-ellentámadást indítottak. A part elfoglalása során a britek 426 fős veszteséget szenvedtek. A D-napon 28 845 katona lépett francia földre a Sword-szakaszon.

### Gold
A Gold-part a Sword- és a Juno-szakasz között terült el. A területet a német 726. és 716. gyalogezred védte jól megerősített bunkerekben. A zóna elfoglalására a brit 50. hadosztályt jelölték ki, a csapatok parancsnoka Douglas Graham tábornok volt. Az első két dandár (231. és 69.) erős ellenállásba ütközött. Nehezítette a dolgukat, hogy a támogatásukra induló kétéltű harckocsik késtek; nyolc el sem érte a partot. Ennek ellenére a délelőtt közepére sikerült átjutniuk az első német állásokon, majd kora este elérték Bayeux külvárosát. A nap folyamán 25 ezer brit katona lépett partra a Gold-szakaszon, a veszteség 413 fő volt.

### Juno
A part a brit partszakasz legnyugatibb területe volt, Courseulles és Saint Aubin között terült el, terepviszonyai nagyjából megegyeztek a Swordéval. A német védelem gyengébb volt, mint más szakaszokon, mert az Atlanti fal tervezői nem gondolták, hogy a partraszállító járművek átjuthatnak a sziklákon. A partot elaknásított akadályok és 16 tüzérségi eszköz, valamint nagyjából 8500 német katona védte.
A területen a kanadai 3. hadosztály Rod Keller vezérőrnagy által irányított egységei szálltak partra. Az első hullám 2400 emberrel indult. A támogató tankok közül sokat nem tudtak vízre bocsátani, több pedig elsüllyedt. Végül 21 harckocsi elérte a szárazföldet, és a katonák a heves tűz ellenére leküzdötték az akadályokat. A kanadaiak elfoglalták Saint Aubint, majd keletre fordultak, hogy megszállják a Juno- és a Sword-part közötti 11 kilométeres sávot. A veszteség 946 katona (335 halott) volt. A partszakaszon 21 400 katona és 3200 jármű ért francia földre június 6-án.

## Német ellenlépések
A partokat védő németek, ellentétben a párizsi és a berlini főhadiszállással, biztosak voltak abban, hogy a szövetségesek nem elterelő hadműveletet hajtanak végre Normandiában. Mivel a német csapatok jelentős része helyhez kötött volt, a németek csak agresszív páncélostámadásokkal törhették volna meg az előrenyomulást. A hídfőhöz a Caen mellett, a Sword-parttól keletre állomásozó 21. páncéloshadosztály volt a legközelebb. Erich Marcks tábornok ezért engedélyt kért az OKW-tól az ellentámadásra, de a kérést Alfred Jodl elutasította. Bodo Zimmermann ezredes, 1. vezérkari tiszt így emlékezett vissza erre: „Amikor figyelmeztettük őket, hogy ha nem kapjuk meg a páncélosokat, a normandiai partraszállás sikerülni fog, egyszerűen azt a választ kaptuk, hogy mi nem vagyunk abban a helyzetben, hogy ezt meg tudjuk ítélni, és hogy a fő partraszállás egészen más helyen történik majd.”

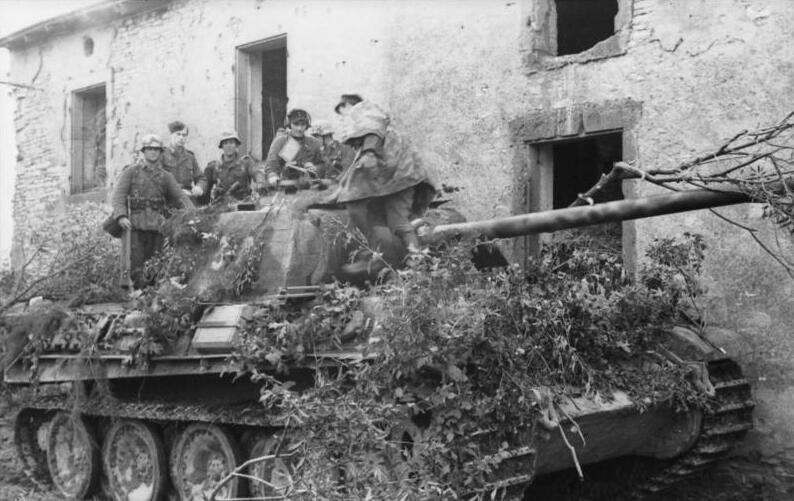
Német páncélos Normandiában

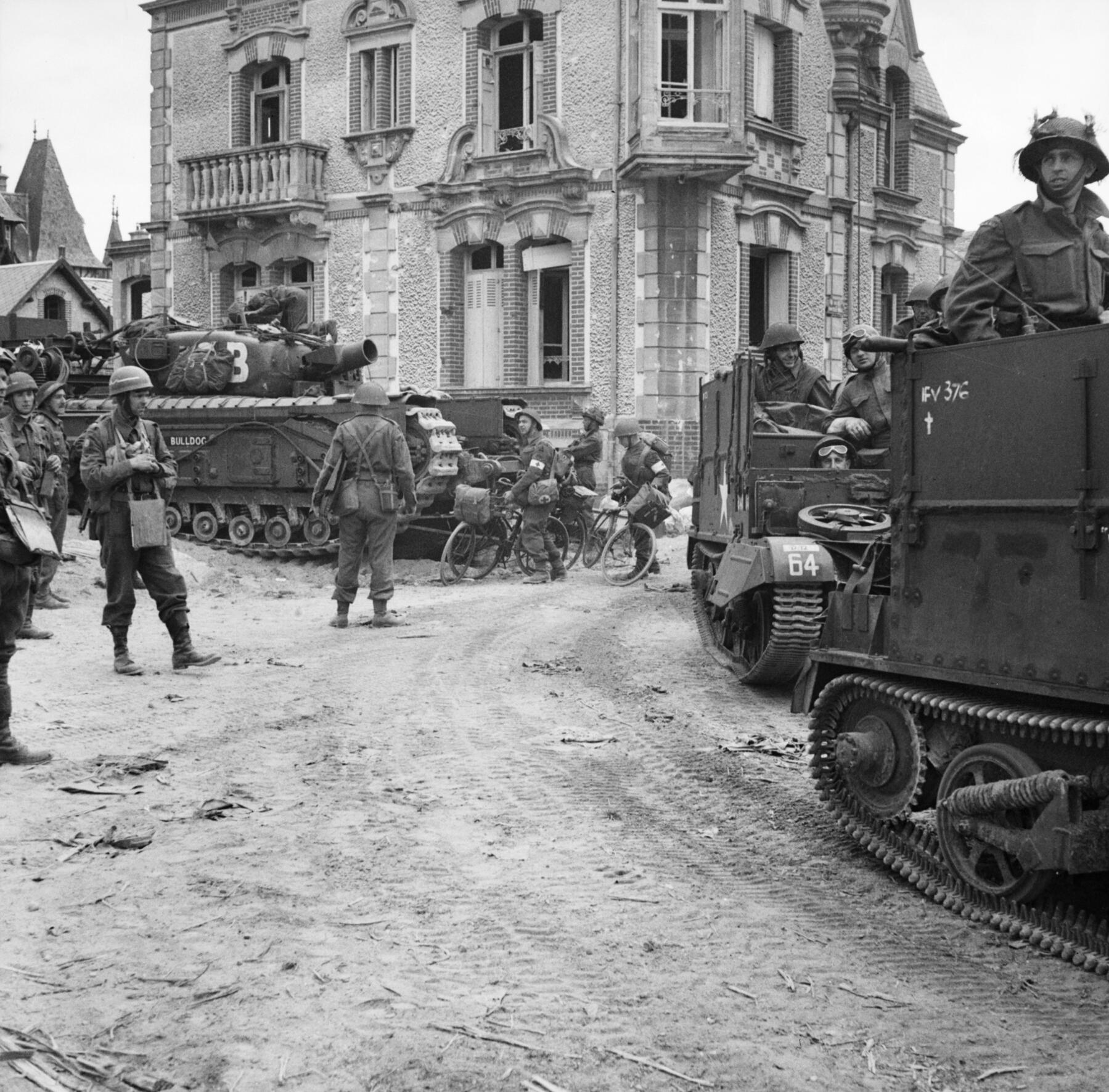
Brit csapatok Lion-sur-Merben

Rommel főhadiszállása erről mit sem tudott, és Speidl altábornagy abban a hitben volt, hogy két páncéloshadosztály – a 21. és a 12. SS – már útban van a part felé. Emiatt a német vezérkar derűlátó hangulatban volt La Roche-Guyonban, ahogy Leodegard Freyberg ezredes visszaemlékezett: „az általános vélemény szerint a szövetségeseket még aznap visszaszoríthatják a tengerbe”. A parton harcoló 7. hadsereg vezérkara is nyugodt volt, ugyanis az Omaha-part egyik erődjének tisztje reggel azt az üzenetet küldte, hogy megállították az inváziót. Tizenegy órakor a németek annyira biztosak voltak a sikerben, hogy a tartalék egy részét átirányították a Sword-szakaszra, sőt a 15. hadsereg parancsnoka által felajánlott erősítést visszautasították.
A német vezérkar próbált információkat gyűjteni a szövetséges támadásról, de a bombázások, az ejtőernyősök és a francia ellenállás szinte minden összeköttetést megsemmisített. A B hadseregcsoport és az OWB West reggeli jelentésében úgy fogalmazott: nem lehet tudni, hogy egy elterelő vagy a fő támadás zajlik Normandiában. Eközben a hadgyakorlatról hazatérő Wilhelm Falley vezérőrnagyot amerikai ejtőernyősök megölték Picauville közelében. Tíz óra körül felkeltették Hitlert Berchtesgadenben, és tájékoztatták a helyzetről. A Rundstedt által kért páncélosokról nem esett szó. Erwin Rommelt negyed 11-kor értesítették, a tábornagy délután egy órakor indult vissza Franciaországba.
Az OKW végül megadta az engedélyt a harckocsik indulására. Addigra az angolok és a kanadaiak már beásták magukat a partok mögött. Rundstedt egy 40 harckocsiból álló egységet indított útnak azzal a paranccsal, hogy ékelődjenek be a Sword- és a Juno-part közé. „Ha nem sikerül visszaszorítania a tengerbe a briteket, elveszítjük a háborút” – mondta a páncélosok parancsnokának. A németek előőrsei este hat körül vették fel a harcot a Király Shropshire-i Könnyűgyalogsága második zászlóaljával Caentól öt kilométerre.
A páncéloshadosztály 22. ezrede folytatta az előrenyomulást a hídfő felé, de – hosszú csövű, 17 fontos brit páncéltörő löveggel felszerelt – Sherman Firefly tankokba ütköztek, amelyek súlyos veszteséget okoztak. A németek Lion-sur-Merig jutottak, de visszavonultak, mert tartottak a bekerítéstől. Habár a támadás a kezdeti sikerek után megtorpant, hevessége arra ösztönözte a szövetséges hadvezetést, hogy mondjon le Caen azonnali megtámadásáról, és inkább stabilizálja a hídfőt. Június 7–8-án a 12. páncéloshadosztály is felvette a harcot a kanadaiakkal Caentól nyugatra, de nem sikerült a tenger felé áttörnie.
Rommel, aki csak 6-án kora este érkezett vissza Németországból Normandiába, még öt héten át attól tartott, hogy a szövetségesek új frontot nyitnak, és az lesz az igazi invázió. Ugyanezen az állásponton volt a berlini vezérkar és Hitler is. A németek csak július harmadik hetében, hat héttel a D-nap után indították el tartalék erőiket a Doveri-szoros partján állomásozó 15. hadseregből délre.

## Öt hídfő
1944. június 6-án a szövetséges erők megvetették a lábukat Normandiában, de az öt hídfő még nem volt elég mély, hogy teljes biztonsággal visszaverjen egy esetleges nagy léptékű német ellentámadást. A támadóknak nem sikerült valamennyi kitűzött célt elérniük, így elmaradt Caen elfoglalása is. A brit harckocsik ugyan egészen közel jutottak a városhoz, de a támogató gyalogság messze lemaradt mögöttük, ezért kénytelenek voltak visszavonulni. A németek mindenütt szívósan védekeztek.
A nap végére 156 115 szövetséges katona lépett francia földre az öt elfoglalt partszakaszon. A legfontosabb feladat a német páncélostámadások megakadályozása volt. A Pointe du Hoc sziklafalát meghódító rangereket még mindig ellenséges csapatok zárták el a szárazföldtől. A felmentésükre kijelölt amerikai egység csak június 8-án érkezett meg. A 225 katonából csak 90 élte túl az invázió első három napját. Mindazonáltal a szövetséges előrenyomulás folyamatos volt: a Utah-szakaszon érkező amerikaiak előretörtek Sainte-Mère-Eglise felé, az Omaha-szakasz katonái pedig elfoglalták Vierville-t, Saint-Laurent-t és Colleville-t.
Az angolszászok az invázió első hat napján 326 ezer embert, 54 ezer járművet, 104 ezer tonnányi hadianyagot tettek partra a hídfőben. Az utánpótlást napi kétszáz hajó szállította Franciaországba.

## Veszteségek

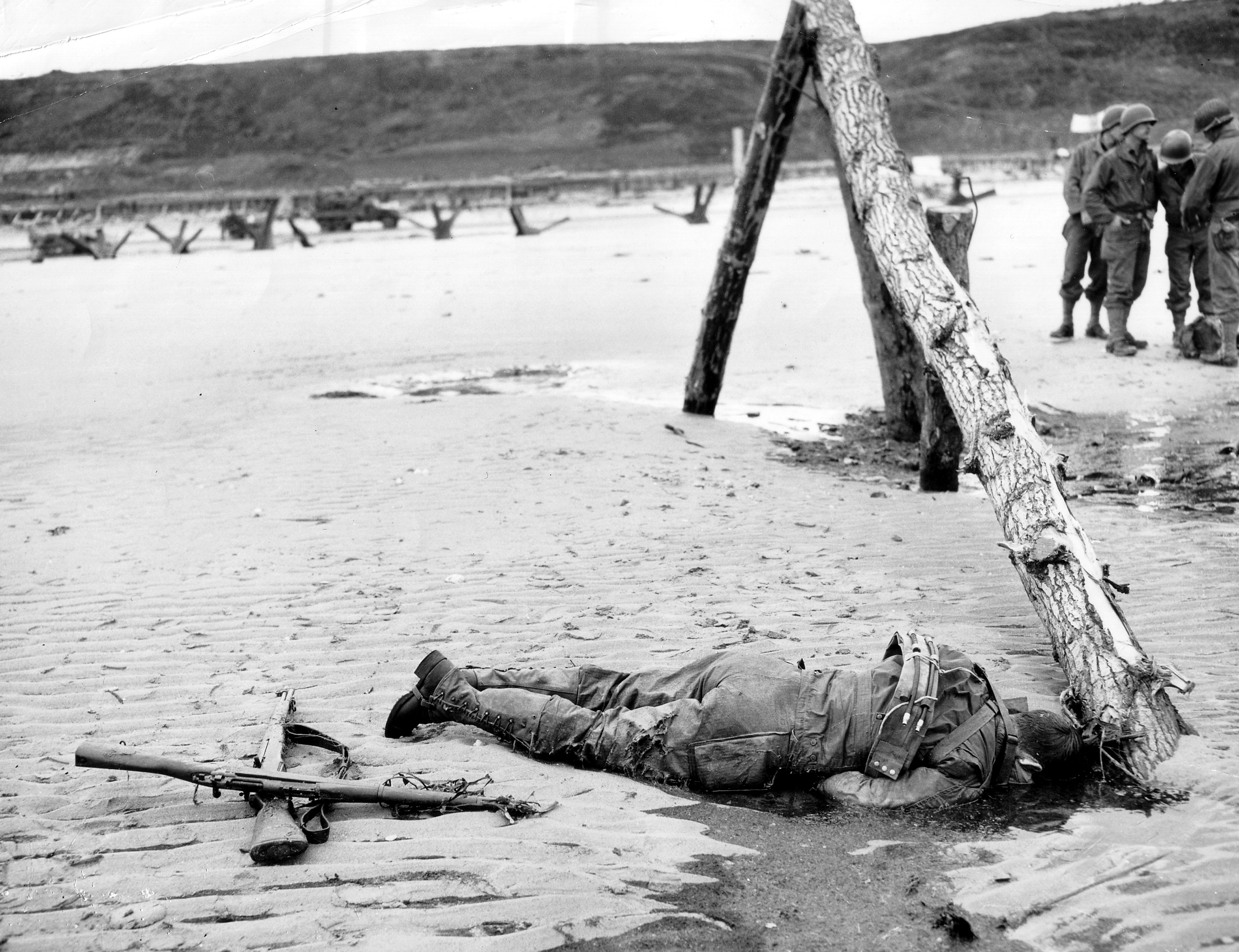
Halott amerikai az Omaha-szakaszon

A szövetséges tervezők nagyon súlyos véráldozattal számoltak az invázió előtt, az ejtőernyősök esetében akár 75 százalékos veszteséget is el tudtak képzelni. A partraszállás éjszakáján Winston Churchill ezt kérdezte aludni térő feleségétől: „Fel tudod fogni, hogy addigra, mire felébredsz, húszezer embert is megölhetnek?” A D-napi veszteséglista magas volt, de a legoptimistább remények alatt marad: mintegy tízezer szövetséges katona esett el, sebesült meg vagy tűnt el. Több mint hatvan százalékuk amerikai volt.
Az amerikai 1. hadsereg D-napi jelentése szerint 1465-en meghaltak, 3184-en megsebesültek, 1928-an eltűntek, 26-an fogságba estek. Ezekben a számokban benne van a 82. és a 101. légiszállítású hadosztály vesztesége is: 2499 ember. A kanadaiak 946 katonát vesztettek, közülük 335 elesett. Az angolok a becslések szerint 2500–3000 embert vesztettek összesen. Csak a 6. ejtőernyős-hadosztály vesztesége 650 fő volt. Az összes veszteség csaknem felét az ejtőernyősök, egyharmadát pedig az Omaha-parton harcolók szenvedték el. Az ott partra szálló amerikaiaknak csaknem háromezer halottjuk és sebesültjük volt, ami meghaladja a másik négy part összesített veszteséglistáját.
A német veszteség 4-9 ezer ember lehetett. A D-naptól június 25-éig 897 tiszt, köztük hat tábornok és 63 ezredparancsnok, 40 217 altiszt és közkatona, 1956 keleti „önkéntes”, összesen 43 070 ember került fel a veszteséglistára. Kora júliusig a szövetségesek 41 ezer német hadifoglyot ejtettek, miközben 60 771 fős veszteséget (8975 halott) szenvedtek el. A becslések szerint 15 ezer francia civil vesztette életét.
Az Overlord hadművelet (június 6. és augusztus 30. között) teljes katonai veszteséglistáján 209 ezer szövetséges és 216 ezer német katona szerepel. A halott, sebesült, eltűnt szövetséges katonák közül 83 045 brit, kanadai és lengyel, 125 847 pedig amerikai volt. Az angolszász szárazföldi csapatok tagjai közül csaknem 37 ezer, a légierő tagjai közül 16 714 halt meg.

## Következmények
1944. június 6. után már egy év sem kellett a Harmadik Birodalom teljes összeomlásához. A június 12-éről 13-ára virradó éjszaka a németek először vetették be London ellen a szárnyasbombákat, amelyekhez Adolf Hitler nagy reményeket fűzött, de azok már nem fordíthatták meg a háború kimenetelét. Június 17-én a Führer Margivalban találkozott Rundstedttel és Rommellel, akik megpróbálták meggyőzni arról, hogy a 7. hadsereget vonultassa vissza a Szajna mögé, ahol a 15. hadsereggel együtt feltartóztathatja az angolszászok előretörését. Hitler azonban, csakúgy, mint Olaszországban és Oroszországban, megkövetelte, hogy csapatai ne hátráljanak, és tartsák meg állásaikat.
Tizenhat nappal a partraszállás után a szovjet hadsereg támadást indított keleten, amely hamarosan 25 német hadosztály felmorzsolását eredményezte. A szövetségesek folytatták az előrenyomulást Franciaország és Olaszország felől, repülőgépeik pedig éjjel-nappal bombázták Németországot. Augusztus 15-én az angolszászok, a Dragoon hadművelettel, újabb frontot nyitottak Dél-Franciaországban.

## A hősi halottak emlékezete
Normandiában 27 háborús temető van, a legkisebben harmincnál is kevesebb, a legnagyobban húszezernél is több sír található. Sok hősi halott maradványait hazájába szállították, sokukra soha nem bukkantak rá. Az amerikai temetőket az Amerikai Hadisír Bizottság, a brit és kanadai nyughelyeket a Nemzetközösségi Hadisír Bizottság gondozza. Elesett katonák nyugszanak 75 templomban és köztemetőben is. Az angolszász temetőkön kívül hat német, valamint egy-egy francia és lengyel katonai sírkert található Normandiában.

## Filmfeldolgozások
A normandiai partraszállás történetét több film is feldolgozta, ezek közül az ismertebbek:
- A leghosszabb nap (1962)
- Ryan közlegény megmentése (1998)
- Az elit alakulat (filmsorozat, 2001)